# 독일 축구 국가대표팀
독일 축구 국가대표팀(獨逸 蹴球 國家代表-, 독일어: Deutsche Fußballnationalmannschaft 도이체 푸스발 나치오날 만샤프트[*])은 1908년을 기점으로 국가대항전에서 독일을 대표로 하는 축구 국가대표팀이다. 이 팀은 1900년에 창립된 독일 축구 협회 (Deutscher Fußball-Bund) 에 의해 관리되고 있다. DFB가 1949년에 재출범한 이후 이 팀은 1990년 독일의 재통일 전까지 비공식적으로 서독으로 통용되는 독일 연방 공화국의 대표가 되었다. 연합군 통치 시대에 FIFA에 2개의 다른 독일 국가대표팀이 승인되었는데 바로 자를란트 (1950~1956)와 독일 민주 공화국 (1952~1990)을 대표로 하는 동독 국가대표팀이다. 이 두 팀들은 기록과 함께 현재의 국가대표팀에 흡수되었다. 1990년 재통일 전까지 공식 국명과 FIFA 코드는 "독일 연방 공화국" (FRG) 을 임시로 사용하였다가 재통일 이후에는 "독일" (GER) 로 간추려졌다. 독일 축구 국가대표팀은 국제 대회에서 가장 큰 성공을 거두고 있는 팀들 중의 하나로 FIFA 월드컵에서 4번의 우승(1954, 1974, 1990, 2014)을 거머쥐었고 UEFA 유럽 축구 선수권 대회에서도 3번의 우승컵(1972, 1980, 1996)을 들어올렸다. 그 외에도 유럽 축구 선수권 대회에서 준우승도 3번 차지했고 월드컵에서는 4번 준우승을 차지했으며 준결승에도 수차례 진출하였다. 동독은 1974년 FIFA 월드컵에서는 8강에 진출했고 1976년 하계 올림픽에서는 금메달을 획득했다. 2014년 FIFA 월드컵 종료 이후 독일은 2200점을 적립하며 역사상 엘로 점수를 가장 많이 적립한 국가대표팀으로 기록되었다.독일은 남자와 여자 월드컵에서 모두 우승을 경험한 유일한 나라이다.
카잔의 기적을 기점으로 크게 쇠퇴해서 현재는 우승후보가 아니다. 2022년 FIFA 월드컵 지역예선에서 북마케도니아 축구 국가대표팀에게도 홈에서 1-2로 패하는 등 월드컵 예선에서조차 1위는 커녕 지역 예선 탈락을 걱정하는 지경까지 갔다. 결국 천신만고끝에 2022년 FIFA 월드컵 본선진출에는 성공했지만 독일팀은 이 월드컵 첫경기 일본과의 경기에서 독일의 승패에 따라 독일축구의 운명이 갈리게 된다. 일본과의 경기에서 패할시 독일은 16강 진출조차 위태롭고 역사상 두번째이자 월드컵에서 아시아팀인 일본에게  대패하는 수모를 당하게 된다. 결국 2022년 11월 23일 조별에선 1차전에서 일본에 1 - 2의 역전패를 당한 독일은 위에서 서술한대로 아시아팀에게 월드컵에서 2차례 연속패배하는 최대의 수모를 당했다. 반면 스페인은 코스타리카를 7 - 0으로 압승을 거두었으며 이로 인해 독일의 16강 진출은 첫 경기만 치뤘음에도 불구하고 경우의 수를 논하는 지경까지 갔다. 그 이후 독일은 스페인과 1 - 1로 겨우 무승부를 거두고 마지막 코스타리카와의 경기에서 하마터면 역전패까지 당할뻔했으나 그 이후 재역전골로 코스타리카를 4 - 2로 제압하였지만 스페인과의 골득실에서 밀려 러시아 월드컵에 이어 카타르에서도 2회 연속으로 월드컵 16강 진출이 좌절되는 최대의 수모를 당하고 말았다.

## 역사

### 초창기
1899년과 1901년 사이, 국가대표팀이 창설되기 이전, 독일과 잉글랜드간 5차례의 비공식 경기가 있었는데, 모두 독일팀의 대패로 끝났다. 독일 축구 협회 (DFB) 창립으로부터 8년만에 독일 축구 국가대표팀의 공식경기가 1908년 4월 5일, 바젤에서 열렸고, 스위스를 상대한 독일 팀은 3-5로 패하였다. 공교롭게도, 1920년의 제1차 세계 대전 이후 첫경기와, 대부분의 국가대항전에서 참가 금지 징계를 받은 1950년의 제2차 세계 대전 이후 첫경기, 1990년의 구 동독 선수들이 합류하고 치른 첫 경기도 스위스전이었다. 독일은 첫 월드컵 우승도 스위스에서 달성하였다.
당시 선수들은 DFB에 의해 차출되었고, 전담 감독이 존재하지 않았다. 초대 독일 축구 국가대표팀 감독은 만하임 출신의 학교 교사인 오토 네어츠였고, 그는 1926년부터 1936년까지 이 직위를 맡았다. 독일 축구 협회는 1930년, 대공황 기간에 우루과이에서 열린 초대 월드컵의 출전권을 확보하지 못하였으나, 처음 출전한 1934년 FIFA 월드컵에서 3위를 기록하였다. 베를린에서 열린 1936년 하계 올림픽에서 초라한 성적을 거둔 독일 국가대표팀은 제프 헤어베어거를 새 감독으로 선정하였다. 1937년, 헤어베어거의 독일팀은 니더슐레지언의 브레즐라우 (현 폴란드의 브로츠와프)에서 열린 덴마크와의 경기에서 8-0 대승을 거둔 뒤 Breslau Elf (브레즐라우의 11인)이라는 수식어가 붙었다.
1938년 3월, 오스트리아가 병합으로 독일의 일부가 된 후, 오스트리아 국가대표팀은 (당시 프로 선수들을 차출했던 유럽의 강팀이었다.) 1938년 FIFA 월드컵 본선 진출을 확정함에도 불구하고 해체되어야만 했다. 나치 정치인들은, 정치적 이유로 SK 라피트 빈, FK 아우스트리아 빈, 비엔나 빈 소속의 5-6명의 오스트리아 출신 선수들은 독일 국가대표팀의 일원으로 출전하여 조화를 이루라는 짧은 지령을 내렸다. 6월 4일에 개막한 1938년 FIFA 월드컵에서, 이 "통합된" 독일 국가대표팀은 스위스를 상대로 1-1 무승부를 거두는데 그쳤고, 프랑스 파리의 적대적인 관중들 앞에서 진행된 재경기에서 2-4로 패하였다. 이 대회의 조기탈락은 독일의 월드컵 역대 최악의 성적이다. (독일이 불참한 1930년 대회와 1950년 대회를 제외하고)
제2차 세계 대전 도중, 국가대표팀은 1939년 9월과 1942년 11월 사이 30회가 넘는 국가대항전 경기를 치루었고, 국가대표팀에 출전 정지 징계가 내려진 후, 대부분의 선수들은 군에 입대하여야 했다. 대부분의 국가대표팀 선수들은 헤어베어거 감독 휘하에 소집되어 Rote Jäger (붉은 사냥꾼) 부대를 이루었고, 공군 장교의 동정어린 노력은 축구 선수들을 전쟁 기간 동안 안전히 보호하였다.

### 세 개의 국가대표팀으로 나뉘다
제2차 세계 대전의 종전 이후, 독일은 1950년까지 국가대항전 출전 정지 징계를 받게 되었고, 독일에서 갈라져 나온 3국인 서독, 동독, 자르 보호령 모두 1950년 FIFA 월드컵 예선전에 출전하지 못하였고, 이 월드컵의 본선이 끝나고서야 DFB에 대한 징계가 풀려났다.

#### 서독
대부분의 전쟁 이전까지 내려오던 독일 조직이나 생활 방식은 흔히 서독으로 불리는 독일 연방 공화국이 계승하였다. 이는 프랑크푸르트 암 마인에 재창립된 DFB에도 해당되었고, 제프 헤어베어거는 국가대표팀 감독직을 유지하였다. FIFA와 UEFA의 승인을 받은 후, DFB는 전쟁 이전의 기록을 계승받았다. 이웃하는 스위스는 또다시 1950년에 서독의 첫 상대가 되었고, 1951년에 독일과 맞붙은 터키와 아일랜드는 1951년에 독일과 붙은 유일한 비독일어권 국가들이었다.
전쟁 이후 총 18경기를 치른 서독은 노르웨이와 "세번째 독일" 자르 보호령을 꺾고 1954년 FIFA 월드컵 본선에 진출하였다.

#### 자르 보호령
자를란트로 알려진 자르 보호령은 독일에서 떨어져 나와 1947년부터 1956년까지 프랑스 보호령으로 존재하였다. 자를란트는 프랑스 병합을 거부하였으며, 타 독일의 분단국가로부터 떨어져 나왔다. 그에 따라 1952년 하계 올림픽에 자르 보호령은 선수단을 따로 파견하였고, 1954년 FIFA 월드컵 예선에서도 자를란트 대표로 따로 출전하였으며, 서독에 패하였으나, 노르웨이를 오슬로 원정에서 꺾고, 조 2위를 기록하였다. 전설적인 감독 헬무트 쇤이 1952년부터 서독에 흡수되는 1957년까지 자를란트 사령탑을 맡았다. 그는 1970년대에 서독 국가대표팀을 월드컵 우승으로 이끌었다.

#### 동독
1949년, 공산 국가인 독일 민주 공화국은 소련이 점령한 독일의 동부 지역에 세워졌다. 동독 국가대표팀으로 알려진 또다른 국가대표팀이 이곳에서 창설되었다. 1952년 독일 민주 공화국의 독일 축구 연합 (Deutscher Fußball-Verband der DDR, DFV) 이 창립되었고, 동독 축구 국가대표팀을 관리하게 되었다. 이 팀은 1974년 FIFA 월드컵에서 나중에 우승을 거두는 서독을 상대로 처음이자 마지막으로 만났는데, 동독은 이 경기에서 서독을 꺾으며 이 대회에서 서독에 패배를 안긴 유일한 팀으로 기록되었다. 동독은 1976년 하계 올림픽에서 금메달을 획득하였다. 1989년 베를린 장벽의 붕괴와 1990년 독일의 재통일 이후, 동독 국가대표팀과 협회는 다시 DFB에 통합되었다.

### 베른의 기적

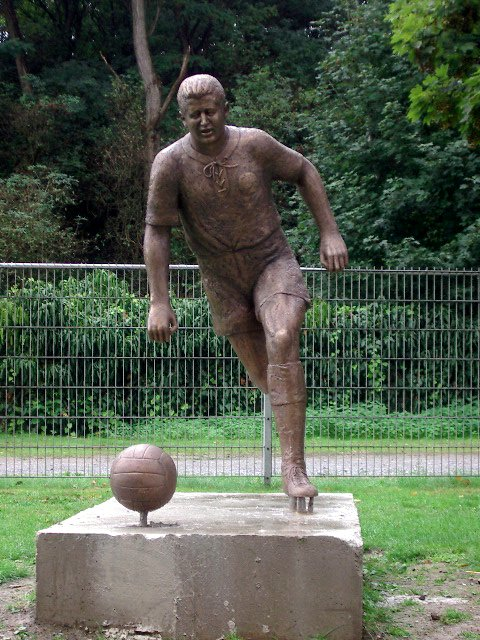
1954년 FIFA 월드컵 결승전에서 결승골을 득점한 헬무트 란의 동상

프리츠 발터를 주장으로 둔 서독은 1954년 FIFA 월드컵에서 이전에 친선경기에서 상대해 본 경험이 있는 터키, 유고슬라비아와 오스트리아를 상대하였다. 우승 후보 헝가리와의 조별리그 경기에서,패배에도 불구하고 다음 라운드로 진출할 수 있는 상황에서, 제프 헤어베어거 감독은 정예군을 필드에 배치하지 않았고, 그에 따라 주전 선수들은 3-8 대패의 경험을 면하였다. 서독은 헝가리를 결승에서 다시 만났고, 여기서 32경기 연속 무패행진중인 전설적인 무적의 머저르를 다시 상대하였다. 서독은 이 경기에서 0-2로 밀리다가 3-2로 역전하는 대이변을 일으켰다. 헬무트 란은 이 경기에서 6분을 남기고 결승골을 득점하였다. 이 우승은 훗날 "베른의 기적" (Das Wunder von Bern)으로 회자되고 있다.

### 웸블리 골과 세기의 경기
1958년 FIFA 월드컵을 4위로 마감하고 1962년 FIFA 월드컵에서 8강에 그친 후, DFB는 개혁을 추진하였다. 예를 들어 프로 축구 리그가 출범하였고, 레기오날리가의 상위권 팀들은 새로 출범한 분데스리가에 참가하였다. 1964년, 28년동안 국가대표팀 감독을 역임한 헤어베어거를 대신하여 헬무트 쇤이 사령탑에 올랐다.
1966년 FIFA 월드컵에서 서독은 소련을 준결승전에서 꺾은 뒤 웸블리 스타디움에서 열린 결승전에서 홈팀 잉글랜드를 상대하였다. 볼프강 베버가 1분을 남기고 동점골을 득점하면서 경기는 연장전으로 이어졌고, 이 골은 잉글랜드 입장에서 논란을 야기하는 골로, 잉글랜드 페널티 에어리어 내의 독일 선수가 찔러 넣기 전 핸드볼을 범한 것처럼 보였기 때문이다. 연장전에서 제프 허스트는 독일에서 웸블리 골이라는 별칭이 붙은 연장전 득점을 하였는데, 현재까지도 논란의 대상이다. 스위스인 주심은 이 상황을 제대로 보지 못하였고, 크로스바를 맞기 보다 공이 네트 안쪽으로 들어갔다고 주장한 소련 부심 토피크 바흐라모프의 의견을 수렴하여 득점을 인정하였고, 축구 역사상 가장 많은 논쟁을 초래하고 있다. 독일은 이후 동점골을 넣기 위해 밀어붙였으나, 몇 초를 남기고 관중들은 필드에 난입하였고, 허스트가 또다시 논란을 야기하는 추가골을 성공시키면서 잉글랜드의 4-2 승리로 종료되었다. 이 골에 대해서는 서독의 축구팬들이 골장면을 카메라로 촬영해서 증거물로 제출하면서까지 골의 무효를 선언해달라고 요구했으나 묵살되었다.
서독은 다음 대회인 1970년 FIFA 월드컵에서 잉글랜드를 8강에서 다시 만나 0-2로 밀리던 경기를 3-2로 뒤집어 승리하면서, 복수에 성공하였으나, 에스타디오 아스테카에서 열린 준결승전에서 이탈리아와의 연장전까지 명승부를 벌이다 탈락하였다. 카를하인츠 슈넬링어는 인저리 타임에 동점골을 득점하며 후반을 1-1로 마무리하였고, 연장전에서 양 팀은 한번씩 리드를 가져갔다. 프란츠 베켄바워는 이미 서독이 두 명의 교체 카드를 모두 쓰는 바람에 어깨 탈골에도 불구하고 필드에 남아 팔을 몸통에 고정시켜 출전한 것으로 회자된다. 경기는 이탈리아의 4-3 승리로 결말되었고, 연장전에서 무려 5골이 기록된 이 경기는 월드컵 역사상 가장 드라마틱한 경기로 기록되며, 이탈리아 (Partita del secolo) 와 독일 (Jahrhundertspiel)에서 모두 "세기의 경기"로 회자된다. 이후 결승에 진출한 이탈리아는 브라질에게 1-4로 완패를 당했으나, 서독은 우루과이와의 3위 결정전에서 1-0 승리를 거두었고, 게르트 뮐러는 대회에서 총 10골을 득점하며 득점왕을 차지하였다

### 홈에서의 월드컵 우승

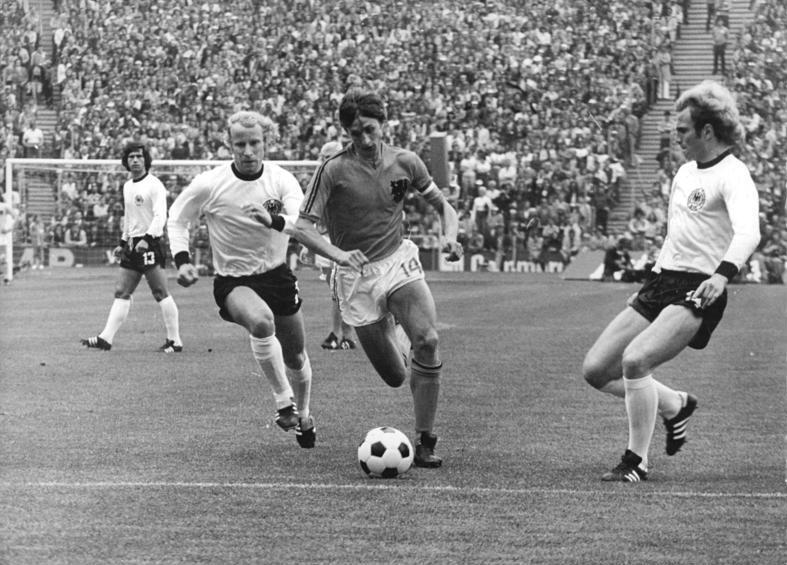
1974년 7월 7일, 뮌헨의 올림픽 경기장에서 열린 1974년 FIFA 월드컵 결승전

1971년, 프란츠 베켄바워가 주장직을 꿰차게 되었고, 서독은 이후 유럽 정상과 세계 정상을 모두 제패하였다. 서독은 처음 출전한 유로 대회인 UEFA 유로 1972의 결승전에서 소련을 3-0으로 완파하며 첫 우승을 거두었다. 이후 홈팀으로 참가한 1974년 FIFA 월드컵의 뮌헨 올림픽 경기장에서 열린 결승전에서 네덜란드를 2-1로 누르고 두번째 월드컵 우승을 차지하였다.
1974년 월드컵에서 서독은 두차례의 상징적인 경기를 치루었다. 1차 조별리그에서 서독은 첨예한 이념 대립이 있는 동독을 상대하였다. 당시 두 팀은 다음 라운드 진출권을 확보한 상태였고, 이 경기는 동독의 1-0 승리로 끝났다. 서독은 이 경기에서의 패배 이후 선발 라인업을 수정하였고, 결승전에 진출하여 "토탈 풋볼"을 구사하는 요한 크라위프의 네덜란드를 상대하여 또다른 명승부를 벌였다. 크라위프는 경기가 시작된지 얼마 되지 않아 독일이 공을 얼마 다뤄보지 못한 상황에서 드리블을 하다 페널티 에어리어에서 걸려넘어졌고, 네덜란드는 시작한지 1분만에 페널티킥으로 1-0 리드를 잡았다. 그러나, 서독 또한 반격을 하였고, 파울 브라이트너의 페널티킥으로 승부를 원점으로 돌렸고, 게르트 뮐러는 전반 종료 직전에 결승골을 득점하였다.

### 1970년대 말에서 1980년대 초까지
서독은 이어지는 두번의 메이저 대회에서 타이틀을 방어하는데 실패하였다. UEFA 유로 1976의 결승전에서 체코슬로바키아와 2-2로 비긴 후 승부차기에서 울리 회네스가 공을 하늘 높이 차버리면서 5-3으로 패하였다. 이 경기 패배를 마지막으로, 독일은 메이저 대회에서 승부차기 무패를 기록하고 있다. 또한 2010년 FIFA 월드컵에서 세르비아의 골키퍼 블라디미르 스토이코비치가 루카스 포돌스키의 페널티킥을 선방하기 전까지는 1982년 FIFA 월드컵의 준결승전에서 프랑스의 골키퍼 장-뤼크 에토리가 울리 슈틸리케의 슛을 선방한 이후부터 단 한번의 페널티킥도 남김없이 성공시켰다.
1978년 FIFA 월드컵에서, 독일은 이미 탈락이 확정된 오스트리아에 2-3으로 패한 뒤 2차 조별리그에서 탈락하였다. 쇤은 이후 감독직에서 은퇴하였고, 그의 자리는 수석코치였던 유프 데어발이 차지하였다.
데어발 하의 서독은 첫 국제 대회에서 성공을 거두었는데, UEFA 유로 1980의 결승전에서 벨기에를 2-1로 꺾으며 두번째 우승을 거두었다. 이후 서독은 1982년 FIFA 월드컵에서 고전 끝에 결승 진출을 이룩하였다. 1차 조별리그 첫경기에서 알제리에 1-2로 패하는 수모를 당한 뒤, 오스트리아와의 최종전에서 논란의 1-0 승리를 거둔 후 2차 조별리그에 진출하였다. 이후, 프랑스와의 준결승전에서, 서독은 연장전에서 1-3으로 밀린 상황에서 3-3 동점을 만들어낸 후, 승부차기 끝에 5-4로 승리하였다. 결승전에서, 서독은 이탈리아에 1-3으로 완패하였다.
이 시기동안, 서독은 가장 유능한 골게터인 게르트 뮐러를 보유하였고, 두번의 월드컵 (1970년, 1974년) 에 출전하여 14골을 득점하였고, 10골로 프랑스의 쥐스트 퐁텐과 헝가리의 코치시 산도르의 뒤를 이어 단일 대회 최다 득점 3위를 기록하였다. 뮐러의 월드컵 역대 최다골 기록은 2006년에 호나우두에 의해 경신되었으나, 호나우두는 이 기록을 경신하기 위해 세번의 월드컵에 출전하였다. (1998년, 2002년, 2006년) 독일의 미로슬라프 클로제는 2014브라질 월드컵에서 게르트 뮐러의 월드컵 통산 득점 기록을 넘었다, 그는 네번의 대회 (2002년, 2006년, 2010년, 2014년) 에 출전하였다.

### 베켄바워 지도하의 월드컵 우승

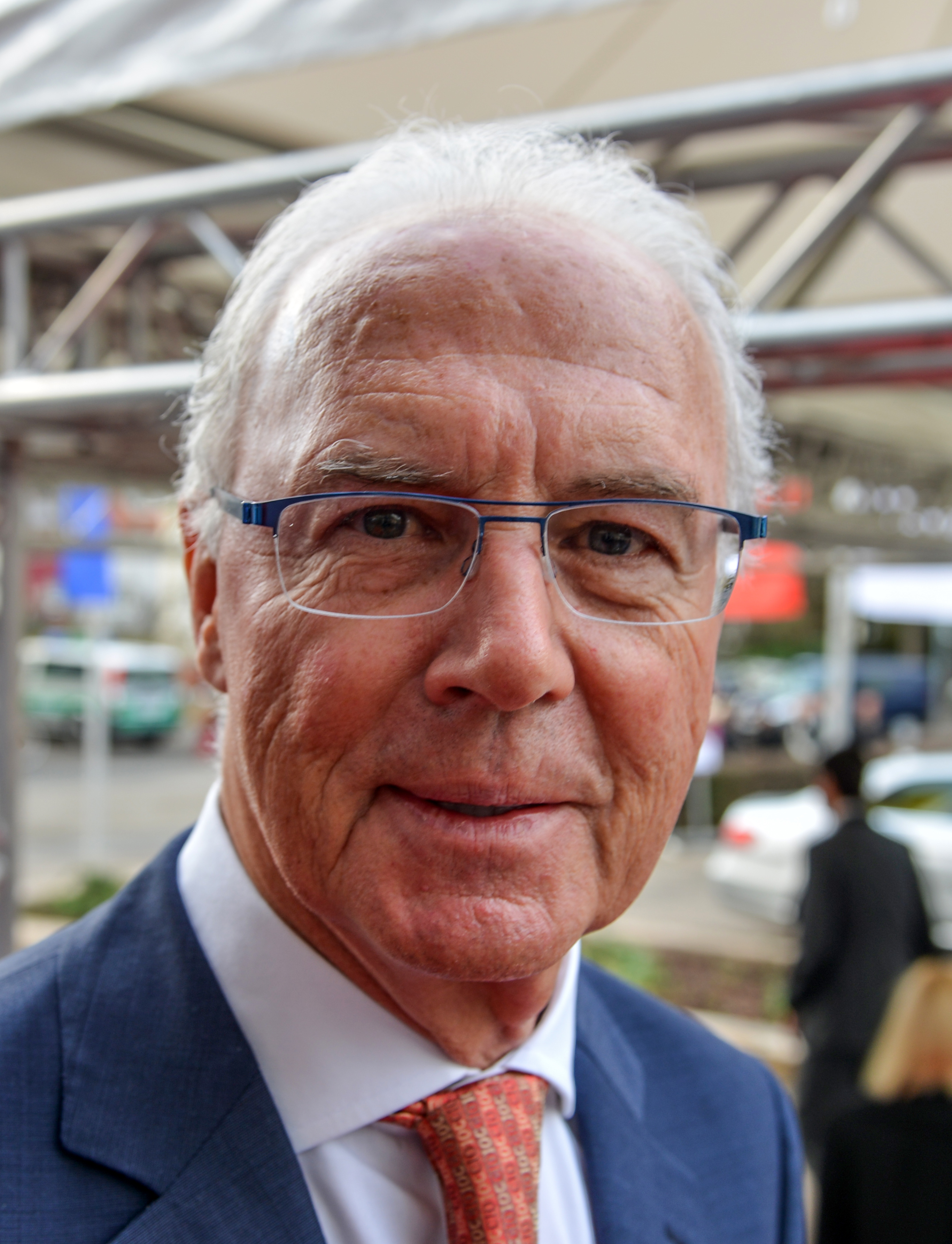
프란츠 베켄바워

서독이 UEFA 유로 1984에서 뜻밖의 조기 탈락의 고배를 마신 후, 프란츠 베켄바워는 국가대표팀에 복귀해 데어발을 대신하여 사령탑을 차지하였다. 1986년 FIFA 월드컵에서 서독은 월드컵을 두 대회 연속으로 준우승을 거두었는데, 프랑스와 재회한 준결승전에서 2-0 완승을 거둔 후, 디에고 마라도나가 이끄는 아르헨티나와의 결승전에서 2-3으로 석패하였다. UEFA 유로 1988에서 서독은 홈 안방에서 유로 우승을 노렸으나 네덜란드와의 준결승전에서 패하며 수포로 돌아갔다. 네덜란드는 준결승전에서 서독을 2-1로 이기며 1974년 월드컵 결승전을 설욕하였다.
1990년 FIFA 월드컵에서 서독은 월드컵 역사상 최초로 3회 연속 결승전 진출을 성공함과 동시에 3번째 월드컵 우승을 거두었다. 로타어 마테우스가 주장을 맡은 이 팀은 유고슬라비아를 4-1로, 아랍에미리트를 5-1로, 네덜란드를 2-1로, 체코슬로바키아를 1-0으로 격파하고, 잉글랜드와의 준결승전에서 1-1로 비긴 뒤, 승부차기에서 4-3으로 승리하며 아르헨티나와 결승전 리턴매치를 벌였다. 서독은 85분에 안드레아스 브레메가 기록한 페널티킥 결승골에 힘입어 1-0 승리로 경기를 마쳤다. 1974년, 국가대표팀 주장으로 월드컵 우승을 거둔 베켄바워는 브라질의 마리우 자갈루에 이어 월드컵을 선수와 감독으로써 모두 우승을 거둔 두번째 인물이자, 주장과 감독으로써 모두 우승을 거둔 최초의 인물로 기록되었다.

### 올림픽 축구
1984년 이전까지, 올림픽 축구는 아마추어 대회였고, 이것은 프로 선수들은 참가할 수 없었다는 걸 의미한다. 그에 따라, 서독은 올림픽에서 월드컵에서만큼의 성과를 거두지 못하였고, 1988년 하계 올림픽에서 동메달을 획득하는데 그쳤다. 그 후, 독일은, 프로 선수 차출이 허용되고, 23세를 초과하는 선수를 3명 차출하는 것이 허용된 이후에도 본선 진출에 실패하였다. 서독은 1972년 하계 올림픽과 1984년 하계 올림픽에서 모두 2라운드 진출에 성공하였다. 반면, 동독은 더 좋은 성적을 거두었는데, 금메달 1개, 은메달 1개, 동메달 2개를 획득하였다. (올림픽 독일 연합 선수단으로 출전하여 획득한 메달 1개 포함)

### 베르티 포크츠의 임기

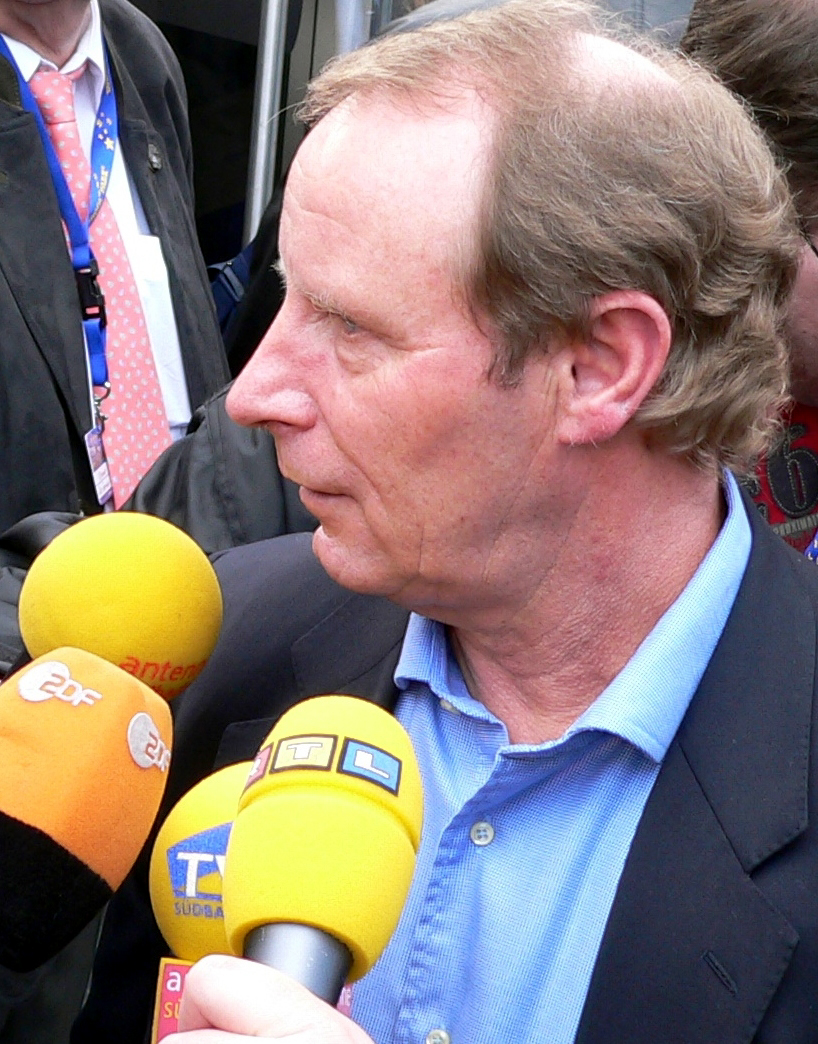
베르티 포크츠

1990년 2월, 베를린 장벽의 붕괴로부터 몇달이 흐른 후, UEFA 유로 1992 예선에서 동독과 서독이 5조에 같이 편성되었다. 1990년 서독의 월드컵 우승 이후, 베켄바워는 "구 동독 선수의 합류로 독일 축구는 몇년간 천하무적이 될 것"이라는 잘못된 예상을 하였고, 베르티 포크츠에게 바통을 넘겼다. 독일의 재통일은 8월에 1990년 10월 3일을 기점으로 통일되는것으로 확정되었고, 이 날을 기점으로 동독 선수들이 독일 연방 공화국 대표팀에 합류하였다. 동독 축구 협회인 독일 축구 연합 (DFV)은 11월에 흡수되었고, 1990-91 시즌은 본래대로 계속 진행하기로 계획되었고, 1991-92 시즌에 리그 구조를 변경하기로 결정되었다. 통독 국가대표팀의 첫 경기에는, 구 동독 국가대표 일원이었던 마티아스 자머와 울프 키르스텐이 출전하였고, 통독은 12월 19일에 스위스를 상대하였다.
UEFA 유로 1992에서 독일은 결승전 진출에 성공하였으나, 덴마크에 0-2로 완패하면서 이변의 희생양이 되었다. 디펜딩 챔피언 자격으로 참여한 1994년 FIFA 월드컵에서, 독일은 불가리아와의 8강전에서 선제골을 득점하고도 1-2로 덜미를 잡혀 탈락하였다.
UEFA 유로 1996에서의 유로 3번째 우승을 거두며, 독일 통일 이후로는 첫 메이저 대회 우승을 차지하였다. 독일은 준결승전에서 홈팀 잉글랜드를 만나 1-1로 비기고 승부차기에서 6-5 승리를 거두었고, 결승전에서는 체코와의 결승전에서 올리버 비어호프의 골든골에 힘입어 2-1 승리를 거두었다. 마티아스 자머는 보루시아 도르트문트와 독일 국가대표팀에서의 공로로 1996년 발롱도르 수상자가 되었다.
그러나, 1998년 FIFA 월드컵에서 독일은 또다시 8강에서 상대적으로 열세의 전력을 가진 상대에 패하며 탈락하였는데, 이번에는 크로아티아에 0-3 참패를 당하였다. 포크츠는 이후 사임을 발표하였고, 후임으로 에리히 리베크가 선임되었다.

### 리베크, 푈러, 클린스만의 임기
UEFA 유로 2000에서 몰락한 독일은 조별 리그 세 경기에서 단 한번의 승리도 거두지 못한 채 조기 탈락하였고, 특히 상대적으로 열세의 전력을 가진 포르투갈 (경기 이전에 이미 8강 진출을 확정지었다.) 과의 최종전에서는 0-3이라는 치욕스러운 참패를 당하였다. 대중의 맹비난을 받은 리베크는 사임하였고, 후임으로 루디 푈러가 임시로 맡기로 하였으나, 본래 후임 감독이 될 크리스토프 다움 감독이 마약 스캔들에 연루되면서 푈러가 정식 감독으로 확정되었다.
2002년 FIFA 월드컵을 앞두고, 독일 축구 국가대표팀의 기대는 예선전에서의 저조한 성적으로 낮아졌다. 이 대회의 예선전에서 독일은 월드컵 역사상 처음으로 플레이오프를 통해 진출하는 수모를 겪었다. 그러나 2002년 월드컵의 E조 본선 첫경기에서 사우디아라비아를 8-0으로 완파하는데 성공하였고, 기세를 이어나가 카메룬을 2:0으로 완파하고 E조 1위로 16강에 진출하였다. 녹아웃 토너먼트에서는 올리버 칸과 클로제, 미하엘 발라크의 뛰어난 활약으로 16강전에서 파라과이, 8강전에서 미국, 준결승전에서 개최국인 대한민국을 상대로 모두 1-0으로 꺾고, 브라질과의 결승전에 진출하였는데, 이로 인해 독일은 브라질을 처음 만났다. 불행히도 발라크는 경고 누적으로 출전 정지 상태가 되었고, 칸은 결승전 도중에 부상을 당하였다. 악전고투를 거듭한 후, 독일은 이 경기에서 0-2로 패하여 준우승에 머물렀다. 그러나, 미로슬라프 클로제는 실버슈를 받았고, 독일 국가대표팀 주장이자 골키퍼인 올리버 칸은 골든볼을 받았고, 칸의 골든볼은 월드컵 역사상 최초로 골키퍼가 대회 최고 선수로 선정되는 사례였다. 칸은 최고 골키퍼로도 선정되었다.
독일은 2002년 월드컵에서 거둔 성공을 UEFA 유로 2004에서 재현하는데 실패하였는데, 이번에는 조별리그 두 경기를 비기고 최종전에서 패하여 8강 진출에 실패하였다. 2000년의 경우처럼, 열세의 전력을 가지고도 이미 8강 진출을 확정지었던 팀과의 최종전에 패하면서 조별 리그에서 또다시 탈락하였다. 이 경기에서 독일은 체코를 상대로 경기를 지배하였으나, 골 결정력이 부족하였고, 인저리 타임에 터진 체코 국가대표팀의 득점으로 패하였다. 푈러는 이 패배의 여파로 TV 인터뷰에서 계속되는 언론의 비판을 비난하며 사임하였다. 이때까지 75년동안 6명의 사령탑을 두었던 국가대표팀은 포크츠 감독의 사임으로부터 6년째 되는 해에 벌써 세번째 감독을 물색하기 시작하였다. 오트마어 히츠펠트나 오토 레하겔 등의 쟁쟁한 차기 대표팀 감독 후보가 있었으나, 모두 제안을 거절하였고, 전 국가대표팀 선수이자 아직 감독 경력이 없는 위르겐 클린스만이 신임 사령탑으로 내정되었다. 코칭 라이선스 없이 국가대표팀 감독직을 시작했던 베켄바워의 경우처럼, 경험이 많은 요아힘 뢰프 전 슈투트가르트 감독이 그의 수석 코치가 되었다. 클린스만은 미하엘 발라크가 UEFA 유로 2004 이후 주장 완장을 가지도록 하였다. 클린스만 감독의 주 임무는 홈 안방에서 열리는 2006년 FIFA 월드컵에서 독일 국가대표팀을 이끌고 좋은 성과를 내는 것이었다.
본선 개막 이전, 독일 국가대표팀에 대한 기대는, 개최국임에도 불구하고 이전에 비해 높지 않았다. (자국에서도 마찬가지였다) 비평가들은 클린스만의 스쿼드 내에 스타 선수 부재와 클린스만이 독일보다 미국에서 거주하기로 한 결정을 지적하였다. 그러나, 독일은 월드컵 개막전에서 코스타리카를 4-2로 승리를 쟁취하였다. 독일 국가대표팀은 자신감을 갖고 조별 리그가 진행하는 동안 열렬한 응원에 힘입어 폴란드에 1-0 무실점 승리를 거두고, 에콰도르를 상대로한 최종전에서 미로슬라프 클로제의 두골과 루카스 포돌스키의 추가골로 3-0으로 크게 이겼다. 독일은 조별리그에서 3전전승을 거두며 A조 1위로 16강에 진출하였다. 16강전에서 루카스 포돌스키는 미로슬라프 클로제의 어시스트를 두번 받아 모두 12분 안에 골을 터뜨렸고, 독일은 스웨덴을 2-0으로 손쉽게 격파하였다.

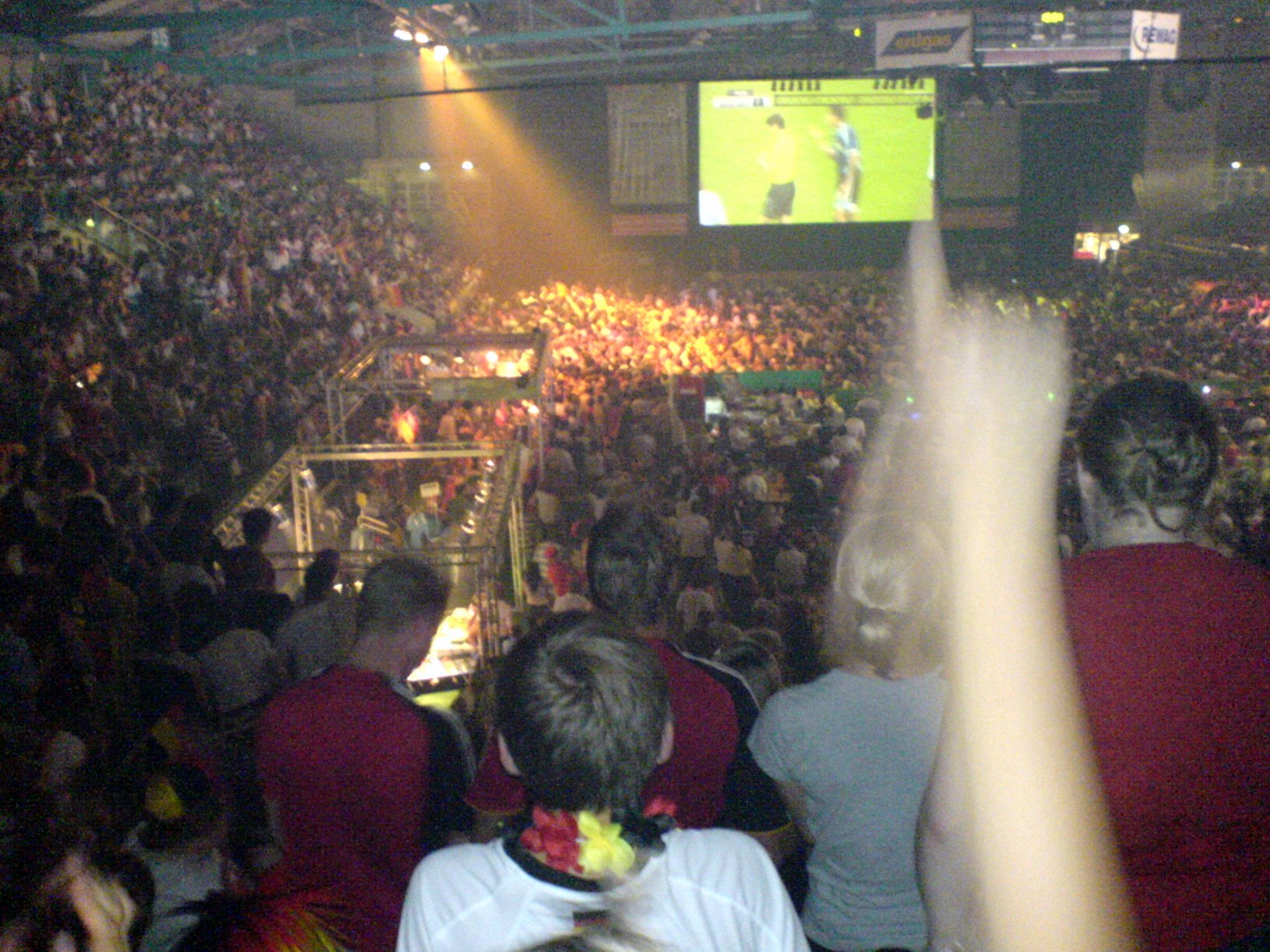
레겐스부르크의 도나우 아레나에서 아르헨티나전 경기를 관람하는 독일팬들

독일은 1990년 월드컵 이후 승리를 거둔적이 없으며, 우승후보들 중 하나로 손꼽히는 아르헨티나와 8강에서 만났다. 독일의 무실점 기록은 후반전이 시작되지 않아 아르헨티나의 로베르토 아얄라가 선제골을 득점하면서 멈췄다. 그러나, 팀 보로프스키에 굴절된 미하엘 발라크의 크로스를 받은 클로제는 경기종료 10분을 남겨놓고 동점골을 득점하였다. 승부차기에서 옌스 레만 골키퍼는 팀동료 4명이 승부차기를 모두 성공시키는 동안, 2차례 선방을 보였다. 경기 종료 후 독일 선수들이 독일어로 아르헨티나 선수들을 비하하는 말을 하고 있다는 것을 가브리엘 에인세가 알아차리자 아르헨티나 선수들이 패싸움을 시작하였고, 그 결과 이탈리아의 TV 네트워크를 통해 패싸움에 참가했다는 사실이 확인된 미드필더 토르스텐 프링스는 출장정지 징계를 받았다.
비록 주전 선수 한명이 빠지고 아르헨티나와의 120분 혈투 끝에 선수들에 피로가 누적됐음에도 불구하고 국가대표팀이 좋은 성적을 내자, 독일 팬들은 이탈리아를 꺾고 결승에 올라 월드컵 우승컵을 들어 올리기를 염원했다. 이탈리아와의 준결승전도 연장전에 돌입하였고, 독일인들은 또다시 승부차기에서 승리하여 베를린에서 열리는 결승전에 진출할 것이란 기대가 하였다. 그러나, 선수들의 체력, 스피드, 집중력에 초점을 맞춘 위르겐 클린스만의 노력에도 불구하고, 연장전 막판에 이탈리아의 파비오 그로소, 알레산드로 델 피에로에게 90초 간격으로 2골을 내줌으로써 이탈리아에게 0:2완패를 당하고 결승진출에 실패한다.
결승전 진출의 꿈은 무산되었으나, 클린스만의 스쿼드는 충격에서 빠르게 헤어나왔고, 3위 결정전을 앞둔 훈련에서 기자들은 이 긍정적인 분위기를 확인하였다. 미하엘 발라크 주장을 포함한 3명의 주전 선수들이 빠지는 와중에, 상대 포르투갈은 골키퍼 히카르두가 필드골을 단 1골만 실점하는 철벽 수비를 과시하고 있었다. 이에도 불구하고, 독일은 포르투갈을 3-1로 완파하였고, 한때에는 바스티안 슈바인슈타이거의 2골과 프티의 자책골로 3-0 리드를 잡기도 하였다.
독일은 포르투갈과의 3위 결정전에서 3-1로 승리하면서 좋은 분위기 속에 대회를 마무리했을 뿐만 아니라, 몇 가지 상을 획득하였다: 미로슬라프 클로제는 5골로 대회 득점왕이 되었는데, 독일의 재통일 이후 이 영예를 안은 첫 독일의 국가대표 선수가 되었다. 루카스 포돌스키는 '최우수 신인 선수'로 선정되었다. 그리고, 4명의 독일 선수들 (옌스 레만, 필리프 람, 미하엘 발라크, 그리고 미로슬라프 클로제)은 토너먼트의 올스타 팀에 선정되었다. 그리고, 독일 대표팀은 대회 기간 동안 총 14골을 득점하면서, 대회 최다 득점팀으로 기록되었다. 대회 종료 후, 선수들은 베를린의 브란덴부르크 문 앞에서 뒷풀이를 하였고, 이 행사에 500,000명이 넘는 팬들이 웅집하였다.

### 요아힘 뢰프의 임기
클린스만이 연임을 원하는 여론의 목소리에도 불구하고 사임하면서, 요아힘 뢰프의 감독 승격으로 UEFA 유로 2008 예선전을 시작되었다. 뢰브는 전임 클린스만에 비해 카리스마가 부족하였으나, 판단이 빠르고 유능한 전술가로 명성이 자자했다. 그는 스쿼드에 힘을 지속적으로 불어넣기 위해 국가대표팀에 신인 선수들을 지속적으로 차출하는 것으로 알려졌다. 체코, 아일랜드와 함께 묶인 이 조에서, 독일은 본선에 수월하게 진출하였고, 이 과정에서 산마리노를 상대로는 13-0의 기록적인 승리를 거두었다.
UEFA 유로 2008 본선에서, 독일은 폴란드, 크로아티아, 그리고 오랜 앙숙이자 개최국이자 같은 독일어를 쓰는 오스트리아와 함께 B조에 편성되었다. 독일은 폴란드와의 첫 경기에서 2-0으로 승리하였으나, 크로아티아와의 2차전에서 1-2로 덜미를 잡히고, 설상가상으로 바스티안 슈바인슈타이거는 공이 없는 상황에서 공격적인 행위를 벌이는 바람에 퇴장당했다. 독일은 오스트리아와의 최종전에서 승리하며 8강 진출을 확정지었다. 이 경기의 유일한 득점자는 미하엘 발라크로, 그는 49분에 강력한 장거리 프리킥으로 득점하였는데, 이 골은 후에 독일 올해의 골로 선정되기도 하였다. 독일의 8강 상대는 포르투갈이었다. 독일은 초반에 포르투갈을 적극적으로 공략하였고, 슈바인슈타이거는 루카스 포돌스키의 크로스를 골로 연결하였다. 미로슬라프 클로제는 슈바인슈타이거의 프리킥을 헤딩으로 집어넣어 리드를 두골차로 늘렸다. 포르투갈은 전반 종료 직전에 만회골을 넣었으나, 독일은 후반에 발락이 헤딩으로 슈바인슈타이거의 어시스트를 골로 만들어내며 다시 2골차 리드를 잡았다. 이후 독일은 막판에 한골을 더 실점하였으나, 편안히 경기를 풀어나갔고, 경기를 3-2 승리로 종료시켰다.
독일은 준결승전에서 터키를 만나면서 손쉽게 결승에 진출할 것으로 예상되었다. 그러나, 초반에 긴장된 모습을 보인 독일 대표팀은 기대 이하의 기량을 초반에 보였고, 22분에는 우우르 보랄에게 실점하며 끌려갔다. 바스티안 슈바인슈타이거가 동점골을 삽입한 후, 미로슬라프 클로제가 역전골을 득점하였으나, 12분도 채 남지 않은 상황에서 세미흐 센튀르크가 다시 승부를 원점으로 돌렸다. 연장전을 향해갈 무렵, 토마스 히츨슈페르거의 부정확한 콜린 카짐-리차즈를 넘는 필리프 람에게 패스하였고, 람은 결승골을 득점하였다. 독일은 3-2 승리로 결승전에 진출하여 스페인을 상대하게 되었다.
스페인의 절대 우세가 점쳐졌으나, 독일은 몇 안되는 대항마로 손꼽히고 있었다. 스페인은 경기를 지배하였고 페르난도 토레스의 선제골로 리드를 잡았다. 동점골 사냥에 실패한 독일은 경기를 0-1로 졌고, 대회 준우승에 머물렀다.
2010년 FIFA 월드컵 예선전에서 독일은 베르티 포크츠 전 대표팀 감독이 이끄는 아제르바이잔을 더불어, 핀란드, 리히텐슈타인, 러시아, 웨일스와 함께 4조에 편성되었다. 독일은 8승 2무 (핀란드를 상대로 2무)를 거두며 손쉽게 본선 진출권을 확보하였다.

#### 2010년 FIFA 월드컵 본선

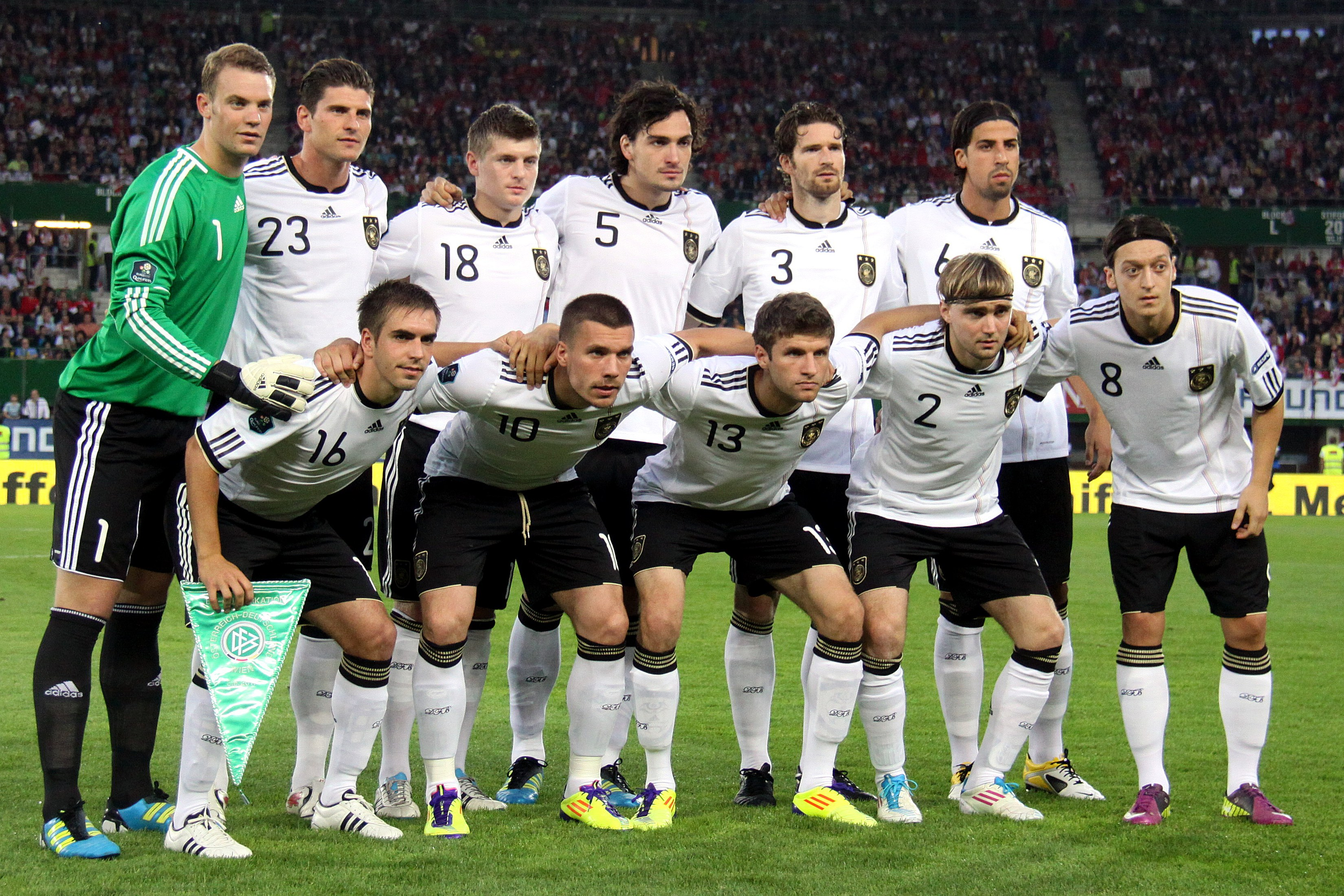
UEFA 유로 2012 예선의 독일 국가대표팀

2009년 12월 4일 2010년 월드컵 조편성에서 독일은 오스트레일리아, 세르비아, 가나와 더불어 죽음의 D조에 편성되었다. 대회 내내, 독일은 공격적이며, 흥미로운 축구를 구사하였다. 2010년 6월 13일, 독일은 오스트레일리아와의 조별리그 1차전에서 4-0 대승을 거두었다. 이어지는 2차전에서는 세르비아에 0-1로 패하였다. 이어지는 가나와의 조별리그 최종전에서 독일은 메수트 외질의 결승골로 1-0 승리를 쟁취했고, 독일은 조 1위로 16강에 진출하였다. 16강전에서 독일은 4-1 대승을 거두며 잉글랜드에 월드컵 최다 점수차 패배를 안겼다. 그러나, 2-1 상황에서 프랭크 램퍼드의 골이 취소되었고, 비디오 리플레이에서 골 라인을 넘은 것으로 확인되어 논란을 일으켰다. 8강에 오른 독일은 아르헨티나도 4-0으로 완파하였다. 이 경기에서 미로슬라프 클로제는 100번째 국가대표팀 경기 출전과 게르트 뮐러의 월드컵 통산 14골 동률을 자축하였고, 브라질의 호나우두가 기록한 월드컵 통산 최다골까지 한골을 남겼다. 7월 7일에 열린 스페인과의 준결승전에서, 독일은 유로 2008에서처럼 스페인에 카를로스 푸욜의 결승골로 0-1로 패하여 결승진출에 실패한다. 3위 결정전에서는 1970년 월드컵과 마찬가지로 우루과이를 상대하였고, 7월 10일에 진행된 이 경기는 3-2로 이겼다.
독일은 2010년 월드컵에서도 16골을 득점하며, 8골을 득점한 2010년 월드컵 우승팀 스페인과 대조되게 본선 최다 득점팀이 되었다. 독일은 1982년 FIFA 월드컵의 브라질 이래 FIFA 월드컵 토너먼트에서 최다 득실차를 기록한 비우승팀이 되었다. 인터넷 설문 조사에서, 독일은 토너먼트 최고의 인기팀으로 선정되었으나, FIFA에서 이것을 공식 발표하지 않았다. 독일 신예 토마스 뮐러는 팀동료 미로슬라프 클로제의 뒤를 이어 5골 3어시스트로 득점왕에 선정되었고, 또다른 팀동료 루카스 포돌스키에 이어 최우수 신인 선수로 선정되었다.
이 대회에 출전한 독일 대표팀은 독일 인구구조의 변화를 대변하였다. 이전에 비해 다인종적이었고, 최종 엔트리에 포함된 23명 중 11명은 이중에서 10명이 독일 태생임에도 불구하고 선수들은 타국 대표로 출전 가능하였다. 카카우만이 브라질에서 청소년 시절에 독일로 이민하였다. 이 변화에도 불구하고, 독일은 전통적인 힘을 유지하였고, 메이저 대회에서 강인함을 증명하였다. 월드컵 전까지 독일은 1-2로 패한 잉글랜드와의 친선전과 0-1로 패한 아르헨티나에게만 패하였고, 월드컵 종료 이후 얼마 후에는 오스트레일리아에 1-2로 패하였다. 이 세 경기 모두 홈 안방에서 패하였으나, 독일은 남아프리카 공화국에서 열린 본선에서 이 세팀을 상대로 각각 4골씩 득점하며 모두 승리하였다.

#### UEFA 유로 2012 예선
독일은 UEFA 유로 2012의 예선 A조에서 카자흐스탄, 터키, 오스트리아, 벨기에, 그리고 아제르바이잔을 상대로 10전 전승을 기록하며 본선에 진출하였다.
| 팀           | 경기 | 승 | 무 | 패 | 득 | 실 | 차  | 점 |
| ------------ | ---- | -- | -- | -- | -- | -- | --- | -- |
| 독일         | 10   | 10 | 0  | 0  | 34 | 7  | +27 | 30 |
| 튀르키예     | 10   | 5  | 2  | 3  | 13 | 11 | +2  | 17 |
| 벨기에       | 10   | 4  | 3  | 3  | 21 | 15 | +6  | 15 |
| 오스트리아   | 10   | 3  | 3  | 4  | 16 | 17 | −1  | 12 |
| 아제르바이잔 | 10   | 2  | 1  | 7  | 10 | 26 | −16 | 7  |
| 카자흐스탄   | 10   | 1  | 1  | 8  | 6  | 24 | −18 | 4  |

|              | 독일 | 튀르키예 | 벨기에 | 오스트리아 | 아제르바이잔 | 카자흐스탄 |
| ------------ | ---- | -------- | ------ | ---------- | ------------ | ---------- |
| 독일         | —    | 3-0      | 3-1    | 6-2        | 6-1          | 4-0        |
| 튀르키예     | 1-3  | —        | 3-2    | 2-0        | 1-0          | 2-1        |
| 벨기에       | 0-1  | 1-1      | —      | 4-4        | 4-1          | 4-1        |
| 오스트리아   | 1-2  | 0-0      | 0-2    | —          | 3-0          | 2-0        |
| 아제르바이잔 | 1-3  | 1-0      | 1-1    | 1-4        | —            | 3-2        |
| 카자흐스탄   | 0-3  | 0-3      | 0-2    | 0-0        | 2-1          | —          |

#### UEFA 유로 2012 본선
유로 2012의 본선 조별리그 추첨은 우크라이나 키이우의 우크라이나 예술 궁전에서 진행되었다. 독일은 포르투갈, 네덜란드, 덴마크와 B조에 편성되며 죽음의 조를 이루었다.
이 대회 조별리그를 유일하게 3전 전승으로 통과한 독일은 8강전에서 그리스를 꺾으며 주요 대회 15연승으로, 이 부문에서 역사적인 기록을 세웠다. 특히 이 경기에서 독일은 후보 선수들을 내세웠음에도 불구하고 주전 선수들을 내세운 그리스를 완파했다. 하지만 이탈리아와의 준결승전에서, 큰 기대에도 불구하고, 독일은 주요 대회에서의 이탈리아전 무승 기록에 종지부를 찍는데 실패하였다.
| 팀       | 경기수 | 승 | 무 | 패 | 득점 | 실점 | 득실차 | 승점 |
| -------- | ------ | -- | -- | -- | ---- | ---- | ------ | ---- |
| 독일     | 3      | 3  | 0  | 0  | 5    | 2    | +3     | 9    |
| 포르투갈 | 3      | 2  | 0  | 1  | 5    | 4    | +1     | 6    |
| 덴마크   | 3      | 1  | 0  | 2  | 4    | 5    | -1     | 3    |
| 네덜란드 | 3      | 0  | 0  | 3  | 2    | 5    | -3     | 0    |

| 독일       | 1 - 0  | 포르투갈 |
| ---------- | ------ | -------- |
| 고메스 72′ | 리포트 |          |

| 네덜란드      | 1 - 2  | 독일           |
| ------------- | ------ | -------------- |
| 판 페르시 73′ | 리포트 | 고메스 24′ 38′ |

| 덴마크       | 1 - 2  | 독일                    |
| ------------ | ------ | ----------------------- |
| 크론델리 24′ | 리포트 | 포돌스키 19′ · 벤더 80′ |

| 독일                                          | 4 - 2  | 그리스                                   |
| --------------------------------------------- | ------ | ---------------------------------------- |
| 람 39′ · 케디라 61′ · 클로제 68′ · 로이스 74′ | 리포트 | 사마라스 55′ · 살피기디스 89′ (페널티골) |

| 독일                  | 1 - 2  | 이탈리아         |
| --------------------- | ------ | ---------------- |
| 외질 90+2′ (페널티골) | 리포트 | 발로텔리 20′ 36′ |

#### 2014년 FIFA 월드컵 예선전
2011년 7월 30일, 2014년 FIFA 월드컵 예선 조추첨에서, 독일은 C조에 편성되었다. 독일은 2012년말에 예선전을 시작하였고, 스웨덴, 아일랜드, 오스트리아, 페로 제도, 그리고 카자흐스탄을 상대하였다.
C조
| 팀         | 경기 | 승 | 무 | 패 | 득점 | 실점 | 골득실 | 승점 |
| ---------- | ---- | -- | -- | -- | ---- | ---- | ------ | ---- |
| 독일       | 10   | 9  | 1  | 0  | 36   | 10   | +26    | 28   |
| 스웨덴     | 10   | 6  | 2  | 2  | 19   | 14   | +5     | 20   |
| 오스트리아 | 10   | 5  | 2  | 3  | 19   | 10   | +9     | 17   |
| 아일랜드   | 10   | 4  | 2  | 4  | 16   | 17   | -1     | 14   |
| 카자흐스탄 | 10   | 1  | 2  | 7  | 6    | 21   | -15    | 5    |
| 페로 제도  | 10   | 0  | 1  | 9  | 4    | 28   | -24    | 1    |

|            | 독일 | 스웨덴 | 아일랜드 | 오스트리아 | 페로 제도 | 카자흐스탄 |
| ---------- | ---- | ------ | -------- | ---------- | --------- | ---------- |
| 독일       | –    | 4-4    | 3-0      | 3-0        | 3-0       | 4-1        |
| 스웨덴     | 3-5  | –      | 0:0      | 2-1        | 2-0       | 2-0        |
| 아일랜드   | 1-6  | 1-2    | –        | 2-2        | 3-0       | 3-1        |
| 오스트리아 | 1-2  | 2-1    | 1-0      | –          | 6-0       | 4-0        |
| 페로 제도  | 0-3  | 1-2    | 1-4      | 0-2        | –         | 1-1        |
| 카자흐스탄 | 0-3  | 0-1    | 1-2      | 0-0        | 2-1       | –          |

#### 2014년 FIFA 월드컵 우승

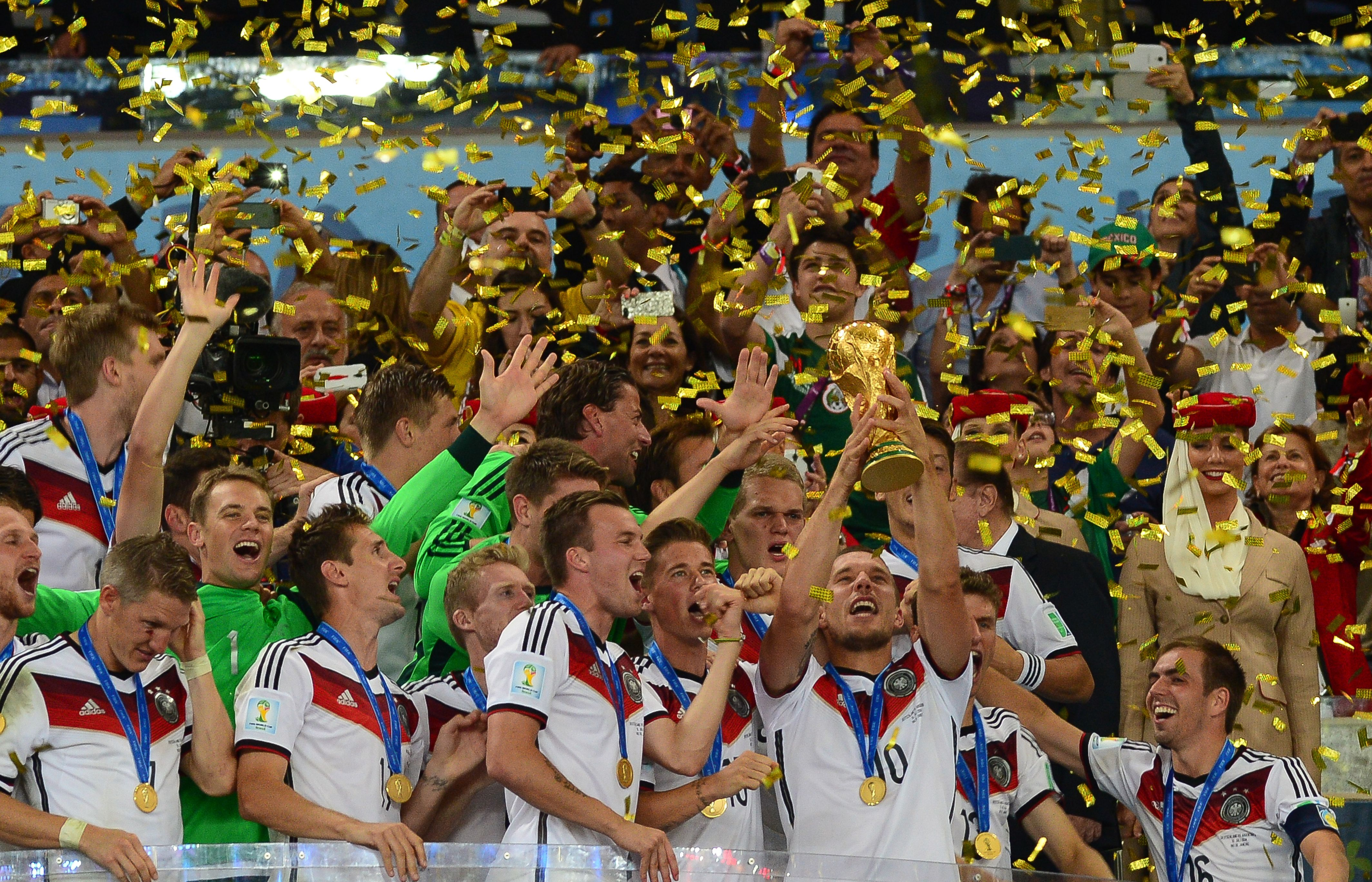
트로피를 들어올리는 독일 국가대표팀

독일은 예선조에서 1위를 차지하며 2014년 FIFA 월드컵 본선에 진출하였다. 2014년 FIFA 월드컵 본선에서 독일은 포르투갈, 가나, 그리고 미국과 함께 죽음의 G조에 편성되었다. 독일은 포르투갈을 4-0으로 짓뭉갰는데, 4골 중 3골은 토마스 뮐러가 넣었다. 남은 1골은 마츠 훔멜스였다. 가나와의 다음 경기에서, 독일은 마리오 괴체의 후반전 선제골로 앞서나갔으나, 가나에게 연속으로 2골을 실점하며 끌려갔다. 71분, 클로제는 한골을 추가하며 가나와의 경기를 2-2 무승부로 끝냈다. 이 골로, 클로제는 자신의 통산 15번째 월드컵 득점을 성공시키면서 전 브라질 스트라이커 호나우두와 월드컵 최다 득점 기록에 동률을 이루었다. 이후 미국과의 조별 리그 최종전에서 1-0으로 이기면서 16강에서 알제리를 상대하게 되었다. 16강전은 정규 시간이 무득점으로 종료되었고, 경기는 연장전으로 이어졌다. 92분, 안드레 쉬를레는 토마스 뮐러로부터 패스를 받아 득점을 성공시켰고, 120분에는 메수트 외질이 팀의 추가골을 성공시켰다. 비록 알제리는 인저리 타임에 한골을 만회시키는데 성공하였으나, 경기를 뒤집기에는 역부족이었고, 독일은 경기에서 2-1로 승리를 거두면서 8강에서 프랑스를 만났다.
프랑스와의 8강전에서 마츠 후멜스는 13분에 독일의 선제골을 성공시키며 1-0으로 앞서나갔다. 그 골이 결승골이 되었고 독일은 승리하면서 4대회 연속 준결승전 진출이라는 기록을 세웠다.
브라질과의 준결승전 승리 (7대1)에서 독일은 또다른 업적을 달성하였다. 독일은 월드컵 역사상 처음으로 전반전에서 18분만에 5골을 넣은 팀이 되었다. 독일은 400초의 시간 동안 4골을 득점하면서 브라질과의 전반전을 토마스 뮐러, 미로슬라프 클로제, 자미 케디라, 그리고 토니 크로스의 멀티골에 힘입어 5-0으로 마쳤다. 미로슬라프 클로제는 경기 23분에 자신의 월드컵 16호골을 성공시키면서, 월드컵 최다 득점자로 이름을 올렸고, 공교롭게도 전 브라질 국가대표인 호나우두의 기록을 가져오면서 불난 집에 부채질을 하였다. (참고로 호나우두는 이 경기에서 해설을 하고 있었다.)

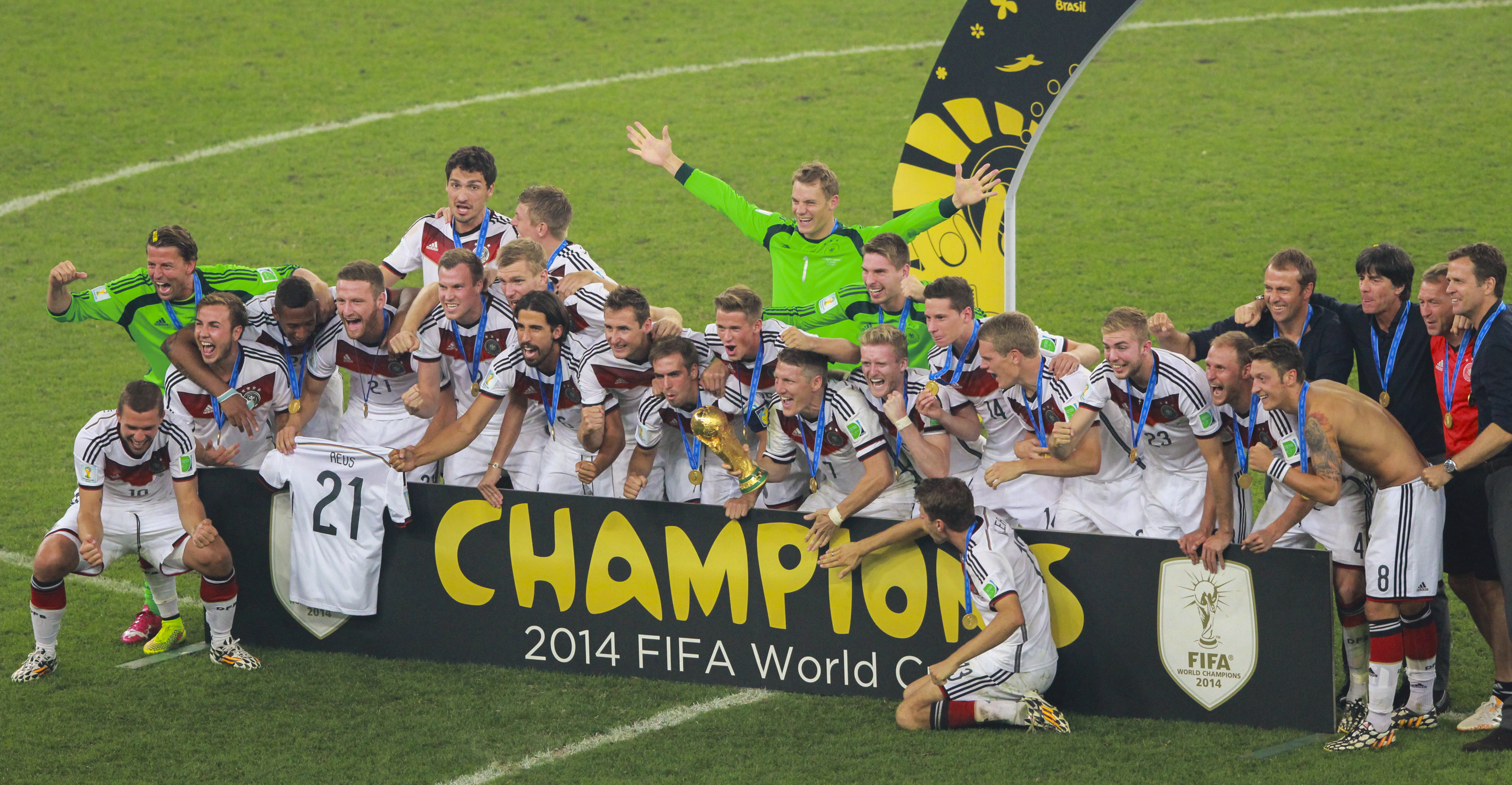
2014년 FIFA 월드컵 결승전 이후 우승 배너 뒤에서 기념 촬영을 하는 독일 국가대표팀

경기 후반전에, 교체로 들어간 안드레 쉬를레도 멀티골을 성공시키며 독일이 7-0으로 앞서나갔고, 브라질을 상대로 단일 경기에서 최다 점수차 기록을 냈다. 그러나, 독일은 막판에 브라질의 오스카르에게 1골을 실점하였다. 이 경기는 브라질의 월드컵 역사상 최다 점수차 패배로 기록되었고, 독일은 이 한 경기의 승리만으로 다수의 기록을 경신하였는데, 그 기록으로는 클로제의 통산 최다골, 4대회 연속 월드컵 준결승 진출, 월드컵 본선 토너먼트전 최초 7골 득점, 월드컵 역대 최단시간 5득점 (4골을 400초안에 득점), 월드컵 준결승전 전반 최초 5골 득점, 특정 화젯거리에 대한 SNS 게시 건수가 있었으며, SNS 게시 건수는 독일이 4번째 득점을 했을 때 달성되었다.
월드컵 결승전은 7월 13일 리우데자네이루의 마라카낭에서 열렸고, 독일은 마리오 괴체의 113분 결승골에 힘입어 아르헨티나를 1-0으로 물리쳐, 아메리카 대륙에서 최초로 FIFA 월드컵을 우승한 유럽팀으로 기록되었다. 또한, 이 우승으로 인해 독일은 월드컵 우승 횟수가 이탈리아와 나란히 동률을 이루게 되었다.

#### UEFA 유로 2016 예선
| 팀         | 경기 | 승 | 무 | 패 | 득 | 실 | 차  | 승점 |
| ---------- | ---- | -- | -- | -- | -- | -- | --- | ---- |
| 독일       | 10   | 7  | 1  | 2  | 24 | 9  | +15 | 22   |
| 폴란드     | 10   | 6  | 3  | 1  | 33 | 10 | +23 | 21   |
| 아일랜드   | 10   | 5  | 3  | 2  | 19 | 7  | +12 | 18   |
| 스코틀랜드 | 10   | 4  | 3  | 3  | 22 | 12 | +10 | 15   |
| 조지아     | 10   | 3  | 0  | 7  | 10 | 16 | -6  | 9    |
| 지브롤터   | 10   | 0  | 0  | 10 | 2  | 56 | -54 | 0    |

독일은 UEFA 유로 2016의 예선 A조에서 폴란드, 아일랜드, 스코틀랜드, 조지아, 그리고 지브롤터을 상대로 10전 7승 1무 2패를 기록하며 본선에 진출하였다. 이 과정에서 카잔의 기적의 조짐을 보였는데 단지 필리프 람 단 한 명이 없을 뿐인데 독일은 폴란드에게 0-2, 아일랜드에게도 0-1로 패하는 수모를 당했으며 특히 폴란드전은 경기내용도 카잔의 기적과 비슷할 정도였다.

#### 2018년 FIFA 월드컵 예선전
2015년 7월 30일, 2018년 FIFA 월드컵 예선 조추첨에서, 독일은 C조에 편성되었다. 독일은 2016년 9월에 예선전을 시작하였고, 북아일랜드, 체코 공화국, 노르웨이, 아제르바이잔, 그리고 산마리노를 상대하였고 10경기 모두 전승을 기록하였다.

#### 2018년 FIFA 월드컵
전 대회 챔피언이던 독일은 멕시코와의 F조  첫 경기에서 이르빙 로사노에게 결승골을 얻어맞으면서 0-1의 충격적인 패배를 당했고 스웨덴과의 2차전에서는 올라 토이보넨의 선제골을 얻어맞는 불운 속에서 마르코 로이스의 동점골과 토니 크로스의 극적인 역전골로 2-1의 진땀승을 거뒀으나 대한민국과의 최종전에서는 김영권과 손흥민에게 후반전 추가시간에만 연속으로 2골을 얻어맞고 결국 0-2의 완패를 당하며 지난 1938년 대회 이후 무려 80년만에 1라운드에서 탈락하는 치욕을 당했다. 또, 조별리그가 포함된 월드컵 기준으로는 사상 최초로 월드컵 조별리그에서 탈락하는 치욕이기도 했다. 독일의 조별리그 탈락으로 인해 1950년 이탈리아, 1966년 브라질, 2002년 프랑스, 2010년 이탈리아, 2014년 스페인에 이어 전 대회 우승국이 조별리그에서 탈락하는 이른바 우승국 징크스의 역대 6번째 사례가 되고 말았다.

#### 2018-19년 UEFA 네이션스리그
카잔 참사 이후 독일은 엄청난 약체로 급전직하했다. 2019년 이후의 독일은 절대로 우승후보라고 할 수가 없으며 이런 저런 팀들에게 평가전 및 국제대회에서 승리를 못하고 쩔쩔매는 팀으로 전락하고 말았다.
2018-19년 UEFA 네이션스리그에서는 FIFA 월드컵 우승 유경험국이라는 이유로 리그 A에 배치되었으나 프랑스, 네덜란드와 같은 조가 되어 4번의 경기 중 단 한 번도 이기지 못한 채 프랑스와 네덜란드에게 각각 1무 1패씩을 달성했는데 특히 네덜란드에게 0-3으로 대패를 당한 것은 인구에 회자될 정도였다. 결국 독일은 아이슬란드, 크로아티아, 폴란드와 더불어 리그 B로 강등당했다. 독일이 속한 조에서는 네덜란드가 파이널에 진출해서 잉글랜드를 격파한 뒤 결승에서 포르투갈에게 패해 준우승했다.
그러나 2020-21년 UEFA 네이션스리그에서 규정이 변경되는 바람의 독일의 리그 B 강등은 취소되었다. 리그 A의 각 조별 팀이 3팀에서 4팀으로 증가했기 때문이다. 이에 따라 독일, 아이슬란드, 크로아티아, 폴란드는 강등이 취소되었으며 새로 리그 A로 합류한 보스니아헤르체고비나, 우크라이나, 덴마크, 스웨덴과 함께 리그 A를 형성했다.

#### 2020-21년 UEFA 네이션스리그
2020-21년 UEFA 네이션스리그에서는 독일이 평소에 스페인에게 발목이 잡혔는데 그 상대인 스페인이 걸렸다. 이 때문에 독일의 파이널 가능성은 독일이 스페인 이외의 팀들에게 전승을 달성한 후 그 팀들이 스페인을 상대로 무승부 이상으로 틀어막는 방법 뿐 독일이 스페인을 직접 이기는 것은 불가능했다. 실제로도 지난 대회인 2018-19년 UEFA 네이션스리그에서 스페인은 잉글랜드를 상대로 우세한 전적을 보였으나 크로아티아가 스페인을 이긴 뒤 잉글랜드한테 져서 잉글랜드가 파이널에 진출했는데 현실적으로 스페인보다 훨씬 약한 독일로서는 파이널에 진출하려면 이 방법밖에 없었다. 다행히도 나머지 두 팀이 스위스, 우크라이나와 같은 조를 이룬 덕분에 지난 대회와는 비교도 안 되게 쉬운 조편성이었으나 여기에서도 독일은 엄청난 무능을 보여준 끝에 우크라이나를 상대로 홈 원정 모두 이긴 것을 제외하면 승리가 아예 없었으며 심지어 마지막 경기는 스페인에게 0-6으로 대패하는 수모까지 당하고 말았다. 물론, 우크라이나가 너무 못하는 바람에 독일 대신 우크라이나가 리그 B로 강등되어 독일은 여전히 리그 A의 하위권 팀으로 남게 되었다. 독일이 속한 조에서는 스페인이 파이널에 진출했다.
이렇게 무능한 결과, 특히 스페인에게 6골이나 내주면서 대패를 당한 독일에서는 요아힘 뢰프의 경질에 대한 여론에 더욱 힘이 실리게 되었다. 스페인 전이 직접적인 원인이 되어 결국 뢰프는 유로 2020 까지만 감독을 하기로 하고 유로 2020에서 독일이 더 이상 경기를 하지 않게 되면 즉각 사퇴하기로 확정했다.

#### 2022-23년 UEFA 네이션스리그
2022-23년 UEFA 네이션스리그에서는 독일에게는 결코 쉽지 않은 조가 걸렸다. 유로 2020 우승팀 이탈리아, 유로 2020 준우승팀 잉글랜드가 동시에 들어오는 죽음의 조가 되고 말았으며 나머지 한 팀이 헝가리가 들어왔다. 독일은 잉글랜드와 계속되는 졸전 끝에 둘 다 예상을 뒤집고 헝가리에게 패하는 치욕을 당했다. 황당하게도 헝가리를 상대로 유일하게 이긴 이탈리아가 파이널에 진출했다. 독일은 세대교체에 실패하고 2022년 FIFA 월드컵 지역예선에서 2번 연속 탈락한 이탈리아를 상대로 5-2로 대승을 거두었는데 이게 독일의 유일한 승리였다. 그나마 독일은 헝가리를 상대로 2차전은 패배했지만 1차전을 비긴 반면 잉글랜드는 승리가 아예 없으며 헝가리에게 0-1, 0-4라는 홈 원정 둘 다 패배하는 바람에 잉글랜드가 리그 B로 강등되었고 독일은 강등을 겨우 모면했다.

#### 2022년 FIFA 월드컵 예선전
2021년 4월 1일 독일은 지역예선에서 북마케도니아에게 1-2로 패하는 바람에 조 3위로 추락했다. 이는 독일이 지역예선을 망쳤다고 생각했던 2002년 FIFA 월드컵 예선에서 조 2위로 추락했던 것보다 훨씬 치욕스러운 결과였다. 이로 인해 독일은 조 3위까지 추락했으며 지역예선 초반부터 지역예선에서 탈락하는 것을 걱정하는 지경까지 몰렸다. 2014년 FIFA 월드컵에서 우승한 지 단 7년 만에 지역예선 탈락이 유력해진 팀으로 추락하고 만 것이다. 그냥 조 3위도 아니고 네이션스 리그에서 스페인에게 0-6으로 대패를 당한 기록까지 겹쳐 독일은 조 1위를 하든가 압승으로 일관해서 조 2위로 올라와야 겨우 본선 진출의 가능성이 생기게 되었다. 네이션스 리그에서 스페인에게 그냥 패했으면 이렇게까지 극단적인 걱정을 하지 않아도 되었으나 문제는 그 점수라는 게 0-6 대패인 게 문제라서 동률일 경우 독일이 탈락하게 된 상황이 문제인 것이다.

#### UEFA 유로 2020
카잔 참사 이후 약체로 전락한 독일 축구 국가대표팀은 두 번의 네이션스 리그와 2022년 FIFA 월드컵 지역예선을 망치면서 요아힘 뢰프의 임기에 심각한 지장을 초래했으며 결국 요아힘 뢰프 본인도 UEFA 유로 2020을 끝으로 사퇴하겠다고 밝혔다. 원래 요아힘 뢰프는 2022년 FIFA 월드컵까지 담당할 예정이었으나 생각보다 성적이 심각한 수준으로 저조해 결국 조기 사퇴를 선택한 것이다.
코로나19 범유행의 여파로 인해 대회 이름과는 달리 원래 개최해야 하는 시기로부터 1년 늦게 개최된 UEFA 유로 2020에서 독일은 프랑스, 포르투갈, 헝가리와 같은 조에 속하는 죽음의 조에 편성되었다. 그렇다고는 하나 독일의 경기력은 엉망이었다. 프랑스와의 대결은 자책골로 패배하였으며 포르투갈 상대로는 4골을 터뜨려 대승을 기록했다고는 하나 이건 포르투갈이 매우 못한 것일 뿐 독일이 딱히 잘한 것도 아니었으며 마지막 경기 헝가리전에서는 헝가리를 상대로 시종일관 밀리는 경기를 벌이며 패배 일보직전까지가서 겨우 비겼다.
| 순위 | 팀         | 경기 | 승 | 무 | 패 | 득 | 실 | 차 | 승점 | 통과        |
| ---- | ---------- | ---- | -- | -- | -- | -- | -- | -- | ---- | ----------- |
| 1    | 프랑스     | 3    | 1  | 2  | 0  | 4  | 3  | +1 | 5    | 16강전 진출 |
| 2    | 독일 (H)   | 3    | 1  | 1  | 1  | 6  | 5  | +1 | 4    | 16강전 진출 |
| 3    | 포르투갈   | 3    | 1  | 1  | 1  | 8  | 7  | +1 | 4    | 16강전 진출 |
| 4    | 헝가리 (H) | 3    | 0  | 2  | 1  | 3  | 6  | −3 | 2    |             |

1. 1 2  승자승 우세: 독일 4-2 포르투갈.

| 헝가리 | 0–3    | 포르투갈                                    |
| ------ | ------ | ------------------------------------------- |
|        | 리포트 | - 게레이루 84′ - 호날두 87′ (페널티), 90+2′ |

| 프랑스                | 1–0    | 독일 |
| --------------------- | ------ | ---- |
| - 후멜스 20′ (자책골) | 리포트 |      |

| 헝가리         | 1–1    | 프랑스         |
| -------------- | ------ | -------------- |
| - 피올라 45+2′ | 리포트 | - 그리즈만 66′ |

| 포르투갈                                    | 2–4    | 독일                                                                                            |
| ------------------------------------------- | ------ | ----------------------------------------------------------------------------------------------- |
| - 크리스티아누 호날두 15′ - 디오고 조타 67′ | 리포트 | - 후벵 디아스 35′ (자책골) - 하파엘 게레이루 39′ (자책골) - 카이 하베르츠 51′ - 로빈 고젠스 60′ |

| 포르투갈                                         | 2–2    | 프랑스                            |
| ------------------------------------------------ | ------ | --------------------------------- |
| - 크리스티아누 호날두 31′ (페널티), 61′ (페널티) | 리포트 | - 카림 벤제마 45+2′ (페널티), 47′ |

| 독일                                    | 2–2    | 헝가리                                |
| --------------------------------------- | ------ | ------------------------------------- |
| - 카이 하베르츠 66′ - 레온 고레츠카 84′ | 리포트 | - 설러이 아담 11′ - 안드라스 샤퍼 68′ |

이렇게 조 3위까지 추락하여 겨우 16강에 진출한 탓에 16강에선 잉글랜드를 만나게 되었고 스털링과 해리 케인의 골로 잉글랜드에게 0-2의 완패를 당했다. 이렇게 요아힘 뢰프의 임기는 막을 내렸다.

### 한지 플리크의 임기

#### 2022년 FIFA 월드컵
요아힘 뢰프가 사실상 경질에 가까운 사퇴를 한 뒤 후임으로 한지 플리크가 부임했다. 한지 플리크는 팀을 재정비해 2022년 FIFA 월드컵 본선에 진출시켰다. 본선 진출 이후 독일 축구 국가대표팀은 카잔의 기적과 더불어 그 동안의 UEFA 네이션스 리그에서 모두 부진했던 일로 인해 FIFA 랭킹이 많이 떨어져 10위권 밖으로 내려갔으며 그 탓에 독일은 1 포트를 놓치고 2 포트가 되었다. 그리하여 추첨 결과 스페인, 독일, 일본, 코스타리카로 편성되어, 그렇게 어렵지 않은 조편성을 받았다. 스페인만 조심하면 16강은 무난했다.
그러나 첫 경기인 일본전부터 방심하는 바람에 1-2로 역전패를 당했다. 문제는 옆 경기장에서는 스페인이 코스타리카를 7-0으로 대승하는 바람에, 독일은 첫 경기부터 16강 진출이 어려워졌다. 2차전 스페인 전에서는 1-1로 겨우 비겼는데 천만 다행히도 코스타리카가 일본을 이겨, 승점이 평준화 된 덕분에 아직 희망은 있었다. 하지만 3차전에서 스페인이 일본에게 지는 바람에 독일은 코스타리카를 8점차 이상으로 이겨야만 했으나 4-2로 이기는 바람에 골 득실차에서 스페인에게 5골이 밀려 탈락했다.
독일로서는 이전에 없던 2 연속 조별리그 탈락을 당했다. 하지만 한지 플리크가 이 월드컵 감독 32명 중 연봉 순위 1위(약 90억 원 상당)일 정도로, 워낙 고액에 모셔온 감독인지라 경질을 시키면 위약금 역시 엄청났기 때문에 그대로 유임 되었다.

#### 2023년
하지만 한지 플리크 감독은 하지 않아도 될 일본과의 평가전을 무리하게 진행시켰고 홈 안방에서 일본에게 1-4 대패를 당하는 치욕을 당했다. 독일은 그 이전에도 2002년 FIFA 월드컵 지역 예선에서 잉글랜드에게 1-5로 대패를 당했으며 2020~2021년 네이션스 리그에서 스페인에게 0-6으로 대패를 당하는 수난을 당하기도 했으나 잉글랜드와 스페인은 둘 다 유럽의 강호로 FIFA 월드컵 우승을 경험했던 나라들이라 독일 축구 협회에서도 이해했으나 일본은 잉글랜드나 스페인과는 달리 매우 한미한 팀으로 아직까지도 FIFA 월드컵에서 8강에 진출해 본 적이 없는 약체였는데 이런 약체에게 대패를 당한 탓에 한지 플리크는 졸장이라는 오명을 뒤집어 쓴 채 독일 축구 국가대표팀 감독에서 123년 만에 경질 당했으며 이후 루디 푈러가 임시로 독일의 감독직을 담당하게 되었다.

### 임시 감독
일단 루디 푈러가 독일의 감독 대행을 담당하고 있는 상황이며 차기 독일의 감독 후보군은 다음과 같다.
- 올리버 그라스너(오스트리아)
- 미로슬라프 클로제: 현재 FIFA 월드컵 최다 득점자이며 나이는 아르헨티나 축구 국가대표팀의 리오넬 스칼로니 감독과 동갑내기이다. 감독으로서는 상당히 젊은 나이이다.
- 루디 푈러: 현재 독일의 감독 대행을 담당하고 있으며 만약 푈러가 선임될 경우 정식 감독으로 승격한다.
- 위르겐 클롭
- 루이 판 할(네덜란드): 네덜란드 축구 국가대표팀을 2014년 월드컵에서 3위, 2022년 월드컵에서 8강에 각각 진출시킨 감독인데 공교롭게도 둘 다 아르헨티나 축구 국가대표팀에 밀려 탈락했다. 하지만 가능성은 전혀 없는데 만 70세가 넘는 고령인 데다가 전립선암으로 투병 중이기 때문이다.
- 로타어 마테우스: 1990년 월드컵의 영웅.
- 지네딘 지단(프랑스): 프랑스 축구의 전설이자 유럽 역사상 최고의 축구 선수로 평가받는 인물이며 감독으로서도 성공적으로 자리잡았다는 평가를 받는 인물이다.
- 율리안 나겔스만: 후보군 중 최연소자로 리오넬 메시와 동갑이며 부상으로 선수 생활을 일찍 종료하고 바로 감독이 된 비운의 선수이다.

### 율리안 나겔스만의 임기
결국 후보군 중 최연소인 율리안 나겔스만이 감독으로 부임했다. 웃기게도 주장인 토마스 뮐러와 고작 2살 밖에 차이가 나지 않으며 마누엘 노이어보다는 되려 1살이 어리다.

#### UEFA 유로 2024
독일은 개최국 자격으로 지역예선 면제를 받고 출전했다. 여기서 나겔스만은 아무리 에이스로 뛰더라도 현재 부진한 선수(예를 들면 세르주 그나브리)들을 엔트리에서 과감히 제외하는 면모를 보여줬다.
1차전 스코틀랜드 전에서 5-1로 시원하게 이기고 2차전 헝가리 전에서 2-0으로 이겨 네이션스 리그에서 당한 일을 복수했다. 하지만 3차전 스위스 전에서 선제골을 얻어맞는 등 졸전끝에 1-1로 겨우 비겨서 조 1위로 16강에 진출했다.
16강 덴마크전에서는 번개와 폭우로 25분 동안 경기가 중단된 후 비가 그치고 나서야 경기를 재개했다. 이 경기에서 독일은 덴마크를 이기고 8강에 진출했다. 그러나. 8강에서는 독일의 천적인 스페인을 만나고 말았다. 독일은 2000년 1월 1일 이후 현재까지 스페인을 단 한 번도 이겨본 적이 없으며 심지어 네이션스 리그에서는 스페인에서 세르히오 라모스를 경기에 투입시키지 않는 등 봐주면서 경기했음에도 0-6 대패를 당한 과거까지 있었다. 독일은 스페인을 상대로 연장 혈투까지 갔으나 결국 1-2로 졌다.

## 홈 경기장

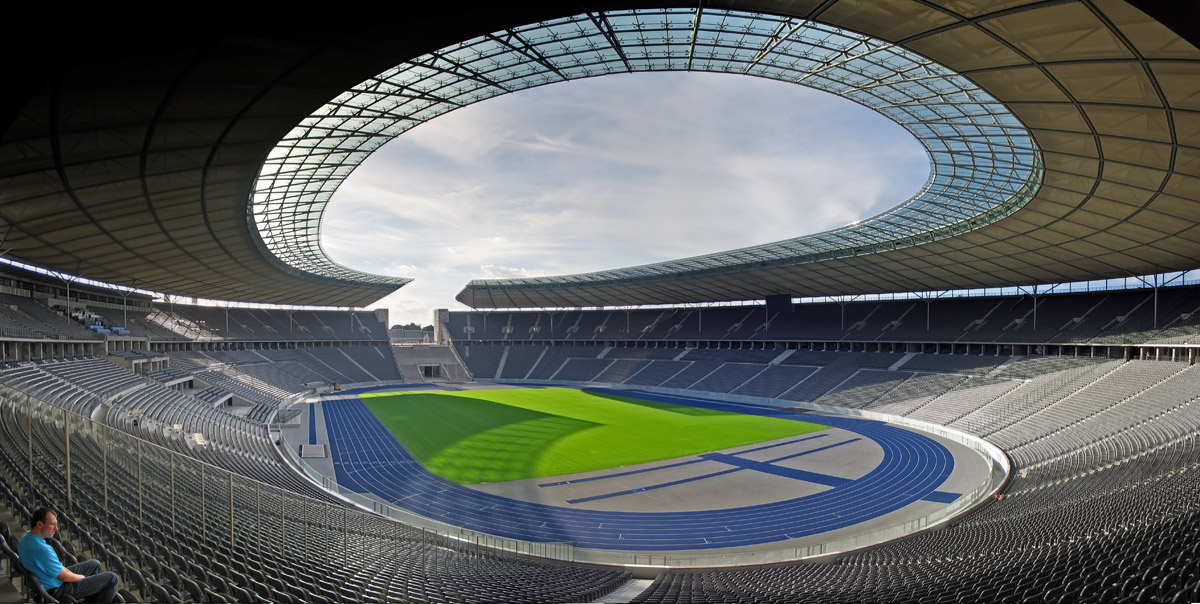
베를린 올림픽 경기장

독일 국가대표팀은 국립경기장을 따로 가지고 있지 않으므로, 국가대항전에 쓰일 홈 경기장은 국내 여러 경기장을 돌아가면서 사용한다. 국가대표팀은 현재까지 39개의 다른 도시에서 홈 경기를 치루었는데, 이들 중에는 오스트리아 합병 당시 독일 영토이자 1938년부터 1942년까지 세 차례 홈경기를 주최한 현 오스트리아의 수도 빈도 포함된다.
가장 많은 홈 경기 횟수를 주최한 경기장은 현재 74,500명을 수용 가능한 베를린의 올림픽 경기장으로, 42번의 홈경기를 주최했으며, 1908년 독일의 잉글랜드와의 첫 홈 경기를 주최하였다. 다른 주요 개최 도시로는 함부르크 (34경기), 슈투트가르트 (29경기), 하노버 (24경기), 도르트문트 등이 있다. 또다른 주요 개최 도시로는 뮌헨이 있으며, 네덜란드와의 1974년 FIFA 월드컵 결승전을 포함하여 독일 축구의 역사적인 경기들을 여러 차례 주최하였다.
2000년 이후에는 스페인 축구 국가대표팀을 상대로 단 한 번도 이기지 못하고 있다.

## 팀 이미지

### 유니폼

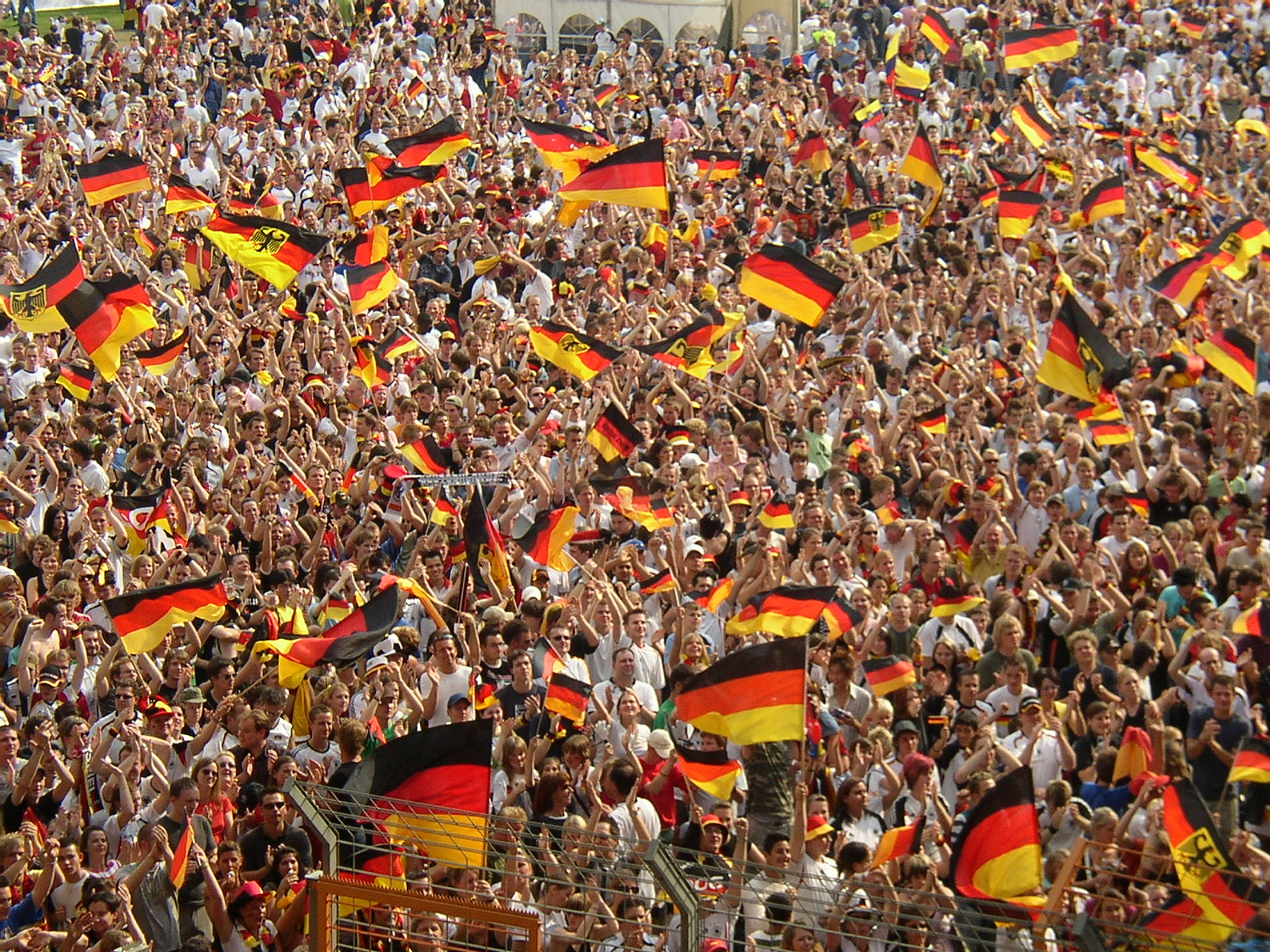
2006년 FIFA 월드컵 당시 전례 없는 숫자의 독일의 국기가 공공장소에 등장하였다.

아디다스는 국가대표팀의 유니폼 스폰서로, 1954년을 기점으로 계약으로 체결하여 최소한 2018년까지 지속된다. 나이키는 지속적으로 독일 국가대표팀에 제의하였는데, 2007년 8월에는 당시 아디다스가 지불하는 값의 8배인 €500M에 8년 계약을 제의하였으나, DFB는 독일 연고의 아디다스와의 계약을 유지하기로 결정하였다. 70년대에 독일은 현재 아디다스의 자회사인 에리마에서 제작한 유니폼을 입기도 하였다.
국가대표팀의 홈 유니폼은 항상 백색 상의와 흑색 하의로 이루어졌다. 이 색은 독일 북부에 위치했었던 프로이센의 19세기 국기에서 유래하였다. 1988년을 기점으로, 다수의 홈 유니폼 디자인은 현 독일 국기를 응용한 패턴을 사용한다. 그러나 2014년 FIFA 월드컵을 앞두고 공개된 흑색, 적색, 주황색의 패턴이 새겨진 상하의가 모두 백색인 유니폼은 몇 평론가로부터 독일스럽지 않은 유니폼이라는 비판이 나왔다. 원정 유니폼은 여러차례 변경되었다. 본래, 녹색 상의와 백색 하의를 가장 흔하게 사용하되었다. 이 색이 원정 유니폼으로 채택된 데에는 녹색 유니폼을 홈 유니폼으로 쓰는 아일랜드가 제2차 세계 대전을 이후로 국가대항전을 치른 첫 상대임을 나타내는데 있었다고 한 언론에서 주장되었다. 그러나 이 주장은 제2차 세계 대전 이후의 상대가 스위스이기 때문에 허구가 되었다. 원정 유니폼으로 사용된 색으로는 회색과 흑색도 있었다. 2006년 위르겐 클린스만 감독이 적색이 통계적으로 더 성공적이며, 상대에게 공포감을 더 키워준다고 주장하여, 원정 유니폼을 흑색에서 적색으로 변경하였다. 그는 2006년 월드컵 이전에 이 원정 유니폼을 입고 더 안좋은 성적을 거두었음에도 불구 (예를 들어 이탈리아전 1-4 대패) 하고도, 월드컵 본선에서 적색 원정 유니폼을 홈 유니폼처럼 사용하기를 기대하였으나, 독일대표팀은 2006년 월드컵에서 7경기 모두 홈 유니폼을 착용하였다. 2010년, 이 적색 원정 유니폼은 흑색 상의와 백색 하의로 환원되었고, 본선에서는 홈 유니폼의 하의와 조합하여, 상 하의를 모두 흑색으로 하여 3경기 (가나전, 아르헨티나전, 우루과이전) 에 착용하였다. 이 새 원정 유니폼은 2010년 3월 3일, 아르헨티나와의 친선전에서 처음 사용되었다. 독일 국가대표팀은 유로 2012년을 앞두고 녹색 상의를 다시 원정 유니폼으로 채택하였다. 하지만 2014년 FIFA 월드컵에서는 원정 유니폼이 다시 검은색으로 회귀했다. 다만 완전한 검은색은 아니고 검은색과 붉은 색으로 이루어진 가로 줄무늬를 유니폼 상의의 색상으로 채택했다.

#### 유니폼 변천사
위키미디어 공용에 독일 축구 국가대표팀 유니폼 관련 미디어 자료가 있습니다.

### 별칭
독일 내에서, 국가대표팀은 Nationalmannschaft (국가대표팀), Die DFB-Elf (DFB의 11인), DFB-Auswahl (DFB의 선택) 혹은 Nationalelf (국가의 11인)으로 글자 그대로 명명하고 있다. 국외 언론에서, 독일 국가대표팀은 대체로 Die Mannschaft (글자 그대로 "팀"을 의미) 로 부르며, Die Adler (독수리) 라는 표현도 가끔 쓰이고 있다.
대한민국 언론과 미디어에서는 흔히 전차군단이라고 부르고 있다.

### 중계권
독일 국가대표팀의 예선전과 친선전 경기는 ARD와 ZDF가 중계권을 가지고 있다. 독일 국가대표팀이 출전하는 월드컵 경기는 독일 역사상 가장 높은 시청률을 기록하는 대회에 속한다.

## 최근 경기 결과 및 일정

### 2022년
| 2022년 FIFA 월드컵 11월 27일 | 스페인     | 1 - 1 | 독일         | 카타르, 알코르                                              |  |  |
| 20:00 CET (UTC+1)            | 모라타 62′ |       | 퓔크루크 83′ | 경기장: 알베이트 스타디움 관중 수: 68,895 심판: 다니 마켈리 |  |  |
|                              |            |       |              |                                                             |  |  |

| 2022년 FIFA 월드컵 12월 1일 | 코스타리카                | 2 - 4 | 독일                                            | 카타르, 알코르                                                    |  |  |
| 20:00 CET (UTC+1)           | 테헤다 58′ · 바르가스 70′ |       | 그나브리 10′ · 하베르츠 73′, 85′ · 퓔크루크 89′ | 경기장: 알베이트 스타디움 관중 수: 67,054 심판: 스테파니 프라파르 |  |  |
|                             |                           |       |                                                 |                                                                   |  |  |

### 2023년
| 친선 경기 3월 25일 | 독일              | 2 - 0 | 페루 | 독일, 마인츠                                                          |  |  |
| 20:45 CET (UTC+1)  | 퓔크루크 12′, 33′ |       |      | 경기장: 메바 아레나 관중 수: 25,384 심판: 마리아 솔레 페리에리 카푸티 |  |  |
|                    |                   |       |      |                                                                       |  |  |

| 친선 경기 3월 28일 | 독일                                 | 2 - 3 | 벨기에                                    | 독일, 쾰른                                                     |  |  |
| 20:45 CEST (UTC+2) | 퓔크루크 44′ (페널티) · 그나브리 87′ |       | 카라스코 6′ · 루카쿠 9′ · 더 브라위너 78′ | 경기장: 라인에네르기슈타디온 관중 수: 42,910 심판: 윌리 들라조 |  |  |
|                    |                                      |       |                                           |                                                                |  |  |

| 친선 경기 6월 12일 | 독일                                               | 3 - 3 | 우크라이나                              | 독일, 브레멘                                                           |  |  |
| 18:00 CEST (UTC+2) | 퓔크루크 6′ · 하베르츠 83′ · 키미히 90+1′ (페널티) |       | 치한코우 19′, 56′ · 뤼디거 23′ (자책골) | 경기장: 베저슈타디온 관중 수: 35,795 심판: 아나스타시오스 시디로풀로스 |  |  |
|                    |                                                    |       |                                         |                                                                        |  |  |

| 친선 경기 6월 16일 | 폴란드       | 1 - 0 | 독일 | 폴란드, 바르샤바                                                |  |  |
| 20:45 CEST (UTC+2) | 키비오르 31′ |       |      | 경기장: 바르샤바 국립경기장 관중 수: 57,098 심판: 오렐 그린펠드 |  |  |
|                    |              |       |      |                                                                 |  |  |

| 친선 경기 6월 20일 | 독일 | 0 - 2 | 콜롬비아                           | 독일, 겔젠키르헨                                               |  |  |
| 20:45 CEST (UTC+2) |      |       | 디아스 54′ · 콰드라도 82′ (페널티) | 경기장: 펠틴스 아레나 관중 수: 50,421 심판: 할릴 우무트 멜레르 |  |  |
|                    |      |       |                                    |                                                                |  |  |

| 친선 경기 9월 9일  | 독일     | 1 - 4 | 일본                                              | 독일, 볼프스부르크                                          |  |  |
| 20:45 CEST (UTC+2) | 자네 87′ |       | 이토 11′ · 우에다 22′ · 아사노 90′ · 다나카 90+2′ | 경기장: 폭스바겐 아레나 관중 수: 24,980 심판: 주앙 피녜이루 |  |  |
|                    |          |       |                                                   |                                                             |  |  |

| 친선 경기 9월 12일 | 독일               | 2 - 1 | 프랑스                | 독일, 도르트문트                                                 |  |  |
| 21:00 CEST (UTC+2) | 뮐러 4′ · 자네 87′ |       | 그리즈만 89′ (페널티) | 경기장: 지그날 이두나 파르크 관중 수: 60,486 심판: 앤서니 테일러 |  |  |
|                    |                    |       |                       |                                                                  |  |  |

| 친선 경기 10월 14일 | 미국       | 1 - 3 | 독일                                     | 미국, 이스트하트퍼드                                                 |  |  |
| 21:00 CEST (UTC+2)  | 풀리식 27′ |       | 귄도안 39′ · 퓔크루크 58′ · 무시알라 61′ | 경기장: 프랫 & 휘트니 스타디움 관중 수: 37,743 심판: 페르난도 게레로 |  |  |
|                     |            |       |                                          |                                                                      |  |  |

| 친선 경기 10월 18일 | 멕시코                  | 2 - 2 | 독일                      | 미국, 필라델피아                                                 |  |  |
| 02:00 CEST (UTC+2)  | 안투나 37′ · 산체스 47′ |       | 뤼디거 25′ · 퓔크루크 51′ | 경기장: 링컨 파이낸셜 필드 관중 수: 62,284 심판: 루비엘 바스케즈 |  |  |
|                     |                         |       |                           |                                                                  |  |  |

| 친선 경기 11월 18일 | 독일                       | 2 - 3 | 튀르키예                                          | 독일, 베를린                                                         |  |  |
| 20:45 CET (UTC+1)   | 하베르츠 5′ · 퓔크루크 48′ |       | 카디올루 38′ · 이을드즈 45+2′ · 사르 70′ (페널티) | 경기장: 올림피아슈타디온 관중 수: 72,592 심판: 바르토시 프란코프스키 |  |  |
|                     |                            |       |                                                   |                                                                      |  |  |

| 친선 경기 11월 21일 | 오스트리아                    | 2 - 0 | 독일 | 오스트리아, 빈                                                       |  |  |
| 20:45 CET (UTC+1)   | 자비처 29′ · 바움가르트너 73′ |       |      | 경기장: 에른스트 하펠 슈타디온 관중 수: 46,000 심판: 슬라브코 빈치치 |  |  |
|                     |                               |       |      |                                                                      |  |  |

## 코칭스태프

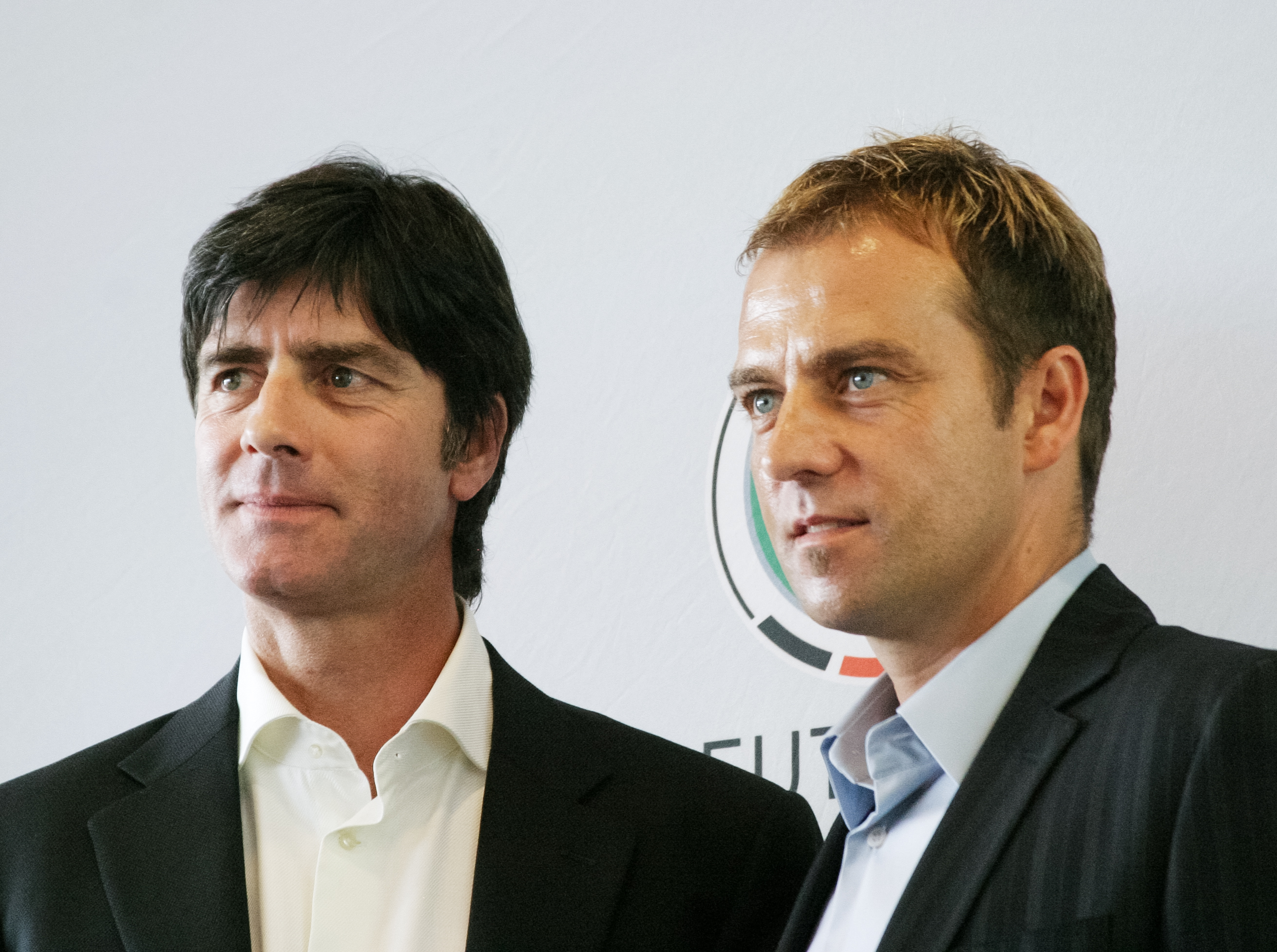
2006년에 촬영된 요아힘 뢰프 전 감독과 한지 플리크 전 감독

| 직위            | 성명                         |
| --------------- | ---------------------------- |
| 감독            | 율리안 나겔스만              |
| 수석코치        | 매즈 버트거라이트            |
| 골키퍼 코치     | 안드레아스 크로넨베르크      |
| 체력 코치       | 얀베냐민 쿠겔                |
| 체력 코치       | 마르쿠스 조르크              |
| 심리 코치       | 한스디터 헤르만 박사         |
| 팀 매니저       | 올리버 비어호프              |
| 스포르팅 디렉터 |                              |
| 수석 스카우트   | 우르스 지겐탈러              |
| 스카우트        | 크리스토퍼 클레멘스          |
| 팀 닥터         | 팀 마여 박사                 |
| 팀 닥터         | 한스빌헬름 뮐러볼파어트 박사 |
| 팀 닥터         | 요제프 슈미트 박사           |
| 팀 닥터         | 루츠 헨젤 박사               |
| 물리치료사      | 볼프강 분츠                  |
| 물리치료사      | 클라우스 에더                |
| 물리치료사      | 크리스티안 훈                |
| 물리치료사      | 크리스티안 뮐러              |

### 역대 감독
| 성명             | 활동 기간           | 전  | 승  | 무1 | 패  | 승률 (%) | 수상 |
| ---------------- | ------------------- | --- | --- | --- | --- | -------- | --- |
| DFB 위원회       | 1908–1926           | 58  | 16  | 12  | 30  | 27.59    | |
| 오토 네어츠      | 1926–1936           | 70  | 42  | 10  | 18  | 60.00    | 1934년 FIFA 월드컵 3위 |
| 제프 헤어베어거2 | 1936–1942 1950–1964 | 167 | 94  | 27  | 46  | 56.29    | 1954년 FIFA 월드컵 우승, 1958년 FIFA 월드컵 4위                                                                                           |
| 헬무트 쇤        | 1964–1978           | 139 | 87  | 31  | 21  | 62.59    | 1966년 FIFA 월드컵 준우승, 1970년 FIFA 월드컵 3위, UEFA 유로 1972 우승, 1974년 FIFA 월드컵 우승, UEFA 유로 1976 준우승                    |
| 유프 데어발      | 1978–1984           | 67  | 44  | 12  | 11  | 65.67    | UEFA 유로 1980 우승, 1982년 FIFA 월드컵 준우승                                                                                            |
| 프란츠 베켄바워  | 1984–1990           | 66  | 34  | 20  | 12  | 51.52    | 1986년 FIFA 월드컵 준우승, 1990년 FIFA 월드컵 우승                                                                                        |
| 베르티 포크츠    | 1990–1998           | 102 | 66  | 24  | 12  | 64.71    | UEFA 유로 1992 준우승, UEFA 유로 1996 우승                                                                                                |
| 에리히 리베크    | 1998–2000           | 24  | 10  | 6   | 8   | 41.67    | |
| 루디 푈러        | 2000–2004           | 53  | 29  | 11  | 13  | 54.72    | 2002년 FIFA 월드컵 준우승 |
| 위르겐 클린스만  | 2004–2006           | 34  | 20  | 8   | 6   | 58.82    | 2005년 FIFA 컨페더레이션스컵 3위, 2006년 FIFA 월드컵 3위                                                                                  |
| 요아힘 뢰프3     | 2006–2021           | 101 | 69  | 17  | 15  | 68.32    | UEFA 유로 2008 준우승, 2010년 FIFA 월드컵 3위, 2014년 FIFA 월드컵 우승, 2017년 FIFA 컨페더레이션스컵 우승, 2018 FIFA 월드컵 조별리그 탈락 |
| 합계3            | 합계3               | 881 | 511 | 178 | 192 | 58.00    | |

참고
1. 승부차기에서의 승패를 포함한다.
2. 이 기록은 분단 이전의 독일 (1936-1942 - 70경기: 42승 13무 15패) 과 서독 (1950-1964 - 97경기: 52승 14무 31패)의 기록을 포함하며, 1942년과 1950년 사이에는 국가대표팀 감독자리가 공석이었다.[136]
3. 2013년 11월 19일 기준.[137]

## 선수

### 현재 선수 명단
다음 선수들은 2024년 10월 11일, 14일  보스니아 헤르체고비나와  네덜란드와의 2024-25년 UEFA 네이션스리그에 참가하는 선수 명단이다.
출전 횟수와 골 수는 2024년 9월 10일 열린  네덜란드와의 경기 이후 기준.
| 번호 | 위치 | 선수                  | 생년월일 (나이)       | 출전 | 득점 | 소속                      |
| ---- | ---- | --------------------- | --------------------- | ---- | ---- | ------------------------- |
|      | GK   | 올리버 바우만         | 1990년 6월 2일(35세)  | 0    | 0    | TSG 호펜하임              |
|      | GK   | 야니스 블라스비히     | 1991년 5월 2일(34세)  | 0    | 0    | 레드불 잘츠부르크         |
|      | GK   | 알렉산더 뉘벨         | 1996년 9월 30일(28세) | 0    | 0    | VfB 슈투트가르트          |
|      |      |                       |                       |      |      |                           |
|      | DF   | 요주아 키미히 (주장)  | 1995년 2월 8일(30세)  | 93   | 7    | 바이에른 뮌헨             |
|      | DF   | 안토니오 뤼디거       | 1993년 3월 3일(32세)  | 74   | 3    | 레알 마드리드             |
|      | DF   | 조나탕 타             | 1996년 2월 11일(29세) | 31   | 0    | 바이에른 뮌헨             |
|      | DF   | 다비드 라움           | 1998년 4월 22일(27세) | 26   | 0    | RB 라이프치히             |
|      | DF   | 베냐민 헨릭스         | 1997년 2월 23일(28세) | 17   | 0    | RB 라이프치히             |
|      | DF   | 니코 슐로터베크       | 1999년 12월 1일(25세) | 16   | 0    | 보루시아 도르트문트       |
|      | DF   | 로빈 코흐             | 1996년 7월 17일(29세) | 10   | 0    | 아인트라흐트 프랑크푸르트 |
|      | DF   | 막시밀리안 미텔슈테트 | 1997년 3월 18일(28세) | 8    | 1    | VfB 슈투트가르트          |
|      | DF   | 발데마르 안톤         | 1996년 7월 20일(29세) | 5    | 0    | 보루시아 도르트문트       |
|      |      |                       |                       |      |      |                           |
|      | MF   | 플로리안 비르츠       | 2003년 5월 3일(22세)  | 25   | 4    | 리버풀                    |
|      | MF   | 로베르트 안드리히     | 1994년 9월 22일(30세) | 12   | 0    | 바이어 레버쿠젠           |
|      | MF   | 파스칼 그로스         | 1991년 6월 15일(34세) | 10   | 1    | 보루시아 도르트문트       |
|      | MF   | 크리스 퓌리히         | 1998년 1월 9일(27세)  | 6    | 0    | VfB 슈투트가르트          |
|      | MF   | 알렉산다르 파블로비치 | 2004년 5월 3일(21세)  | 3    | 1    | 바이에른 뮌헨             |
|      | MF   | 안젤로 슈틸러         | 2001년 4월 3일(24세)  | 1    | 0    | VfB 슈투트가르트          |
|      | MF   | 제이미 레벨링         | 2001년 2월 26일(24세) | 0    | 0    | VfB 슈투트가르트          |
|      |      |                       |                       |      |      |                           |
|      | FW   | 카이 하베르츠         | 1999년 6월 11일(26세) | 53   | 19   | 아스널                    |
|      | FW   | 세르주 그나브리       | 1995년 7월 14일(30세) | 45   | 22   | 바이에른 뮌헨             |
|      | FW   | 데니스 운다브         | 1996년 7월 19일(29세) | 4    | 1    | VfB 슈투트가르트          |
|      | FW   | 팀 클라인딘스트       | 1995년 8월 31일(29세) | 0    | 0    | 보루시아 묀헨글라트바흐   |

### 최근 차출된 선수
다음 선수들은 근래 12달 이내에 독일 국가대표팀에 차출되었던 선수들이다.
| 위치 | 선수                     | 생년월일 (나이)        | 출전 | 득점 | 소속                      | 최근 소집                                 |
| ---- | ------------------------ | ---------------------- | ---- | ---- | ------------------------- | ----------------------------------------- |
| GK   | 마르크안드레 테어 슈테겐 | 1992년 4월 30일(33세)  | 42   | 0    | 바르셀로나                | 2024년 9월 10일, 네덜란드전부             |
| GK   | 마누엘 노이어은          | 1986년 3월 27일(39세)  | 124  | 0    | 바이에른 뮌헨             | UEFA 유로 2024                            |
| GK   | 베른트 레노              | 1992년 3월 4일(33세)   | 9    | 0    | 풀럼                      | 2024년 3월 26일, 네덜란드전               |
| GK   | 케빈 트라프              | 1990년 7월 8일(35세)   | 9    | 0    | 아인트라흐트 프랑크푸르트 | 2023년 11월 21일, 오스트리아전            |
|      |                          |                        |      |      |                           |                                           |
| DF   | 얀니클라스 베스테        | 1999년 1월 4일(26세)   | 0    | 0    | 벤피카                    | 2024년 3월 23일, 프랑스전부               |
| DF   | 마츠 후멜스              | 1988년 12월 16일(36세) | 78   | 5    | 로마                      | 2023년 11월 21일, 오스트리아전            |
| DF   | 니클라스 쥘레            | 1995년 9월 3일(29세)   | 49   | 1    | 보루시아 도르트문트       | 2023년 11월 21일, 오스트리아전            |
| DF   | 로빈 고젠스              | 1994년 7월 5일(31세)   | 20   | 2    | 피오렌티나                | 2023년 11월 18일, 튀르키예전              |
| DF   | 말릭 티아우              | 2001년 8월 8일(23세)   | 3    | 0    | 밀란                      | 2023년 11월 18일, 튀르키예전              |
|      |                          |                        |      |      |                           |                                           |
| MF   | 자말 무시알라            | 2003년 2월 26일(22세)  | 36   | 6    | 바이에른 뮌헨             | 2024년 10월 11일, 보스니아 헤르체고비나전 |
| MF   | 엠레 잔                  | 1994년 1월 12일(31세)  | 48   | 2    | 보루시아 도르트문트       | 2024년 9월 10일, 네덜란드전               |
| MF   | 토니 크로스은            | 1990년 1월 4일(35세)   | 114  | 17   | 은퇴                      | UEFA 유로 2024                            |
| MF   | 일카이 귄도안은          | 1990년 10월 24일(34세) | 82   | 19   | 맨체스터 시티             | UEFA 유로 2024                            |
| MF   | 리로이 자네              | 1996년 1월 11일(29세)  | 65   | 13   | 갈라타사라이              | UEFA 유로 2024                            |
| MF   | 로코 라이츠              | 2002년 5월 29일(23세)  | 0    | 0    | 보루시아 묀헨글라트바흐   | 2024년 6월 3일, 우크라이나전              |
| MF   | 레온 고레츠카            | 1995년 2월 6일(30세)   | 57   | 14   | 바이에른 뮌헨             | 2023년 11월 21일, 오스트리아전            |
| MF   | 율리안 브란트            | 1996년 5월 2일(29세)   | 47   | 3    | 보루시아 도르트문트       | 2023년 11월 21일, 오스트리아전            |
| MF   | 요나스 호프만            | 1992년 7월 14일(33세)  | 23   | 4    | 바이어 레버쿠젠           | 2023년 11월 21일, 오스트리아전            |
| MF   | 그리샤 프뢰멜            | 1995년 1월 9일(30세)   | 0    | 0    | TSG 호펜하임              | 2023년 11월 21일, 오스트리아전            |
| MF   | 펠릭스 은메차            | 2000년 10월 10일(24세) | 1    | 0    | 보루시아 도르트문트       | 2023년 11월 18일, 튀르키예전부            |
|      |                          |                        |      |      |                           |                                           |
| FW   | 막시밀리안 바이어        | 2002년 10월 17일(22세) | 4    | 0    | 보루시아 도르트문트       | 2024년 9월 10일, 네덜란드전               |
| FW   | 니클라스 퓔크루크        | 1993년 2월 9일(32세)   | 22   | 14   | 웨스트햄 유나이티드       | 2024년 9월 7일, 네덜란드전부              |
| FW   | 토마스 뮐러은            | 1989년 9월 13일(35세)  | 131  | 45   | 바이에른 뮌헨             | UEFA 유로 2024                            |
| FW   | 브라얀 그루다            | 2004년 5월 31일(21세)  | 0    | 0    | 브라이턴 & 호브 앨비언    | 2024년 6월 3일, 우크라이나전              |
| FW   | 마르빈 두크슈            | 1994년 3월 7일(31세)   | 2    | 0    | 베르더 브레멘             | 2023년 11월 21일, 오스트리아전            |
| FW   | 케빈 베렌스              | 1991년 2월 3일(34세)   | 1    | 0    | VfL 볼프스부르크          | 2023년 10월 18일, 멕시코전                |

범례
정: 출전 정지

부: 부상으로 선수단에서 제외

은: 국가대표팀 은퇴

### 역대 국제대회 스쿼드
| FIFA 월드컵 스쿼드 - 1934년 FIFA 월드컵 스쿼드 - 1938년 FIFA 월드컵 스쿼드 - 1954년 FIFA 월드컵 스쿼드 - 1958년 FIFA 월드컵 스쿼드 - 1962년 FIFA 월드컵 스쿼드 - 1966년 FIFA 월드컵 스쿼드 - 1970년 FIFA 월드컵 스쿼드 - 1974년 FIFA 월드컵 스쿼드 - 1978년 FIFA 월드컵 스쿼드 - 1982년 FIFA 월드컵 스쿼드 - 1986년 FIFA 월드컵 스쿼드 - 1990년 FIFA 월드컵 스쿼드 - 1994년 FIFA 월드컵 스쿼드 - 1998년 FIFA 월드컵 스쿼드 - 2002년 FIFA 월드컵 스쿼드 - 2006년 FIFA 월드컵 스쿼드 - 2010년 FIFA 월드컵 스쿼드 - 2014년 FIFA 월드컵 스쿼드 - 2018년 FIFA 월드컵 스쿼드 - 2022년 FIFA 월드컵 스쿼드 | UEFA 유럽 축구 선수권 대회 스쿼드 - UEFA 유로 1972 스쿼드 - UEFA 유로 1976 스쿼드 - UEFA 유로 1980 스쿼드 - UEFA 유로 1984 스쿼드 - UEFA 유로 1988 스쿼드 - UEFA 유로 1992 스쿼드 - UEFA 유로 1996 스쿼드 - UEFA 유로 2000 스쿼드 - UEFA 유로 2004 스쿼드 - UEFA 유로 2008 스쿼드 - UEFA 유로 2012 스쿼드 - UEFA 유로 2016 스쿼드 - UEFA 유로 2020 스쿼드 - UEFA 유로 2024 스쿼드 | FIFA 컨페더레이션스컵 스쿼드 - 1999년 FIFA 컨페더레이션스컵 스쿼드 - 2005년 FIFA 컨페더레이션스컵 스쿼드 - 2017년 FIFA 컨페더레이션스컵 스쿼드 |

## 주요 성적
- FIFA 월드컵
  - 우승 (4): 1954, 1974, 1990, 2014
  - 준우승 (4): 1966, 1982, 1986, 2002
  - 3위 (4): 1934, 1970, 2006, 2010
  - 4위 (1): 1958
- UEFA 유럽 축구 선수권 대회
  - 우승 (3): 1972, 1980, 1996
  - 준우승 (3): 1976, 1992, 2008
  - 준결승 (3): 1988, 2012, 2016
- FIFA 컨페더레이션스컵
  - 우승 (1): 2017
  - 3위 (1): 2005

### 트로피 개수 합산
| 대회                       | 1  | 2 | 3  | 합계 |
| -------------------------- | -- | - | -- | ---- |
| FIFA 월드컵                | 4  | 4 | 4  | 12   |
| UEFA 유럽 축구 선수권 대회 | 3  | 3 | 2  | 8    |
| FIFA 컨페더레이션스컵      | 1  | 0 | 1  | 2    |
| 하계 올림픽                | 0  | 1 | 2  | 3    |
| 유니버시아드               | 0  | 0 | 1  | 1    |
| 중앙 유럽 국제 컵          | 2  | 1 | 0  | 3    |
| 합계                       | 10 | 9 | 10 | 29   |

## 개인 기록

### 선수 기록

#### 최다 출장 선수
다음은 2024년 7월 5일을 기준으로 하여 독일 국가대표팀 소속으로 가장 많은 경기에 출전한 선수 10명의 명단이다. (굵은 글씨로 나타난 선수는 현역 선수들이다). 동독 대표로 따로 출전한 선수들 (예를 들어 요아힘 슈트라이히 (102회), 되어너 (100회), 키르스텐 (100회, 동독대표로 49회, 독일대표로 51회), 크로이 (94회), 그리고 비제 (86회) 등의 동독대표 출전 기록은 여기에서 누락되어 있다.

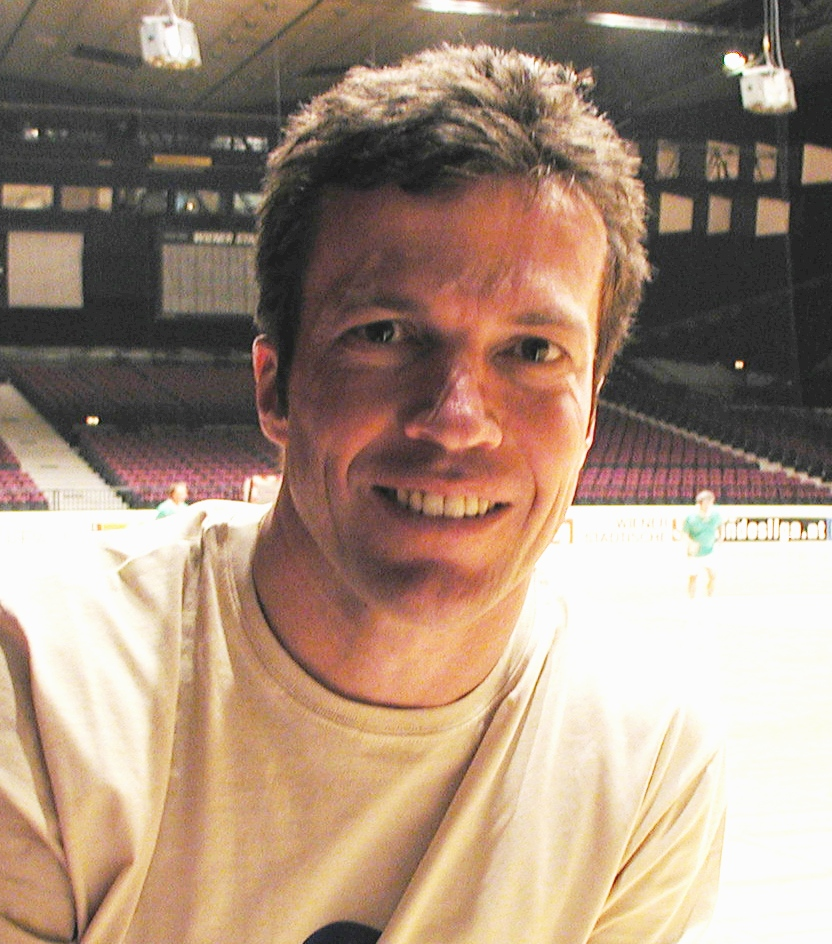
150회 독일 국가대표로 출전한 로타어 마테우스는 독일 국가대표팀 역사상 가장 많은 국제경기에 출전하였다.

| #  | 이름                    | 활동 기간 | 경기 | 골 |
| -- | ----------------------- | --------- | ---- | -- |
| 1  | 로타어 마테우스         | 1980-2000 | 150  | 23 |
| 2  | 미로슬라프 클로제       | 2001-2014 | 137  | 71 |
| 3  | 토마스 뮐러             | 2010-2024 | 131  | 45 |
| 4  | 루카스 포돌스키         | 2004-2017 | 130  | 49 |
| 5  | 마누엘 노이어           | 2009-2024 | 124  | 0  |
| 6  | 바스티안 슈바인슈타이거 | 2004-2016 | 121  | 24 |
| 7  | 토니 크로스             | 2010-2024 | 114  | 17 |
| 8  | 필리프 람               | 2004-2014 | 113  | 5  |
| 9  | 위르겐 클린스만         | 1987-1998 | 108  | 47 |
| 10 | 위르겐 콜러             | 1986-1998 | 105  | 2  |

#### 최다 득점 선수
다음은 2024년 7월 5일을 기준으로 하여 독일 국가대표팀 소속으로 가장 많은 득점을 올린 선수 10명의 명단이다. (굵은 글씨로 나타난 선수는 현역 선수들이다):
동독 대표로 따로 득점한 전적이 있는 선수들 (예를 들어 슈트라이히 (55골), 키르스텐 (34골, 동독대표로 14골, 독일대표로 20골) 등의 동독대표 득점 기록은 DFB 기록에 포함되어 있으나, 이 위키백과 명단에는 누락되어 있다.

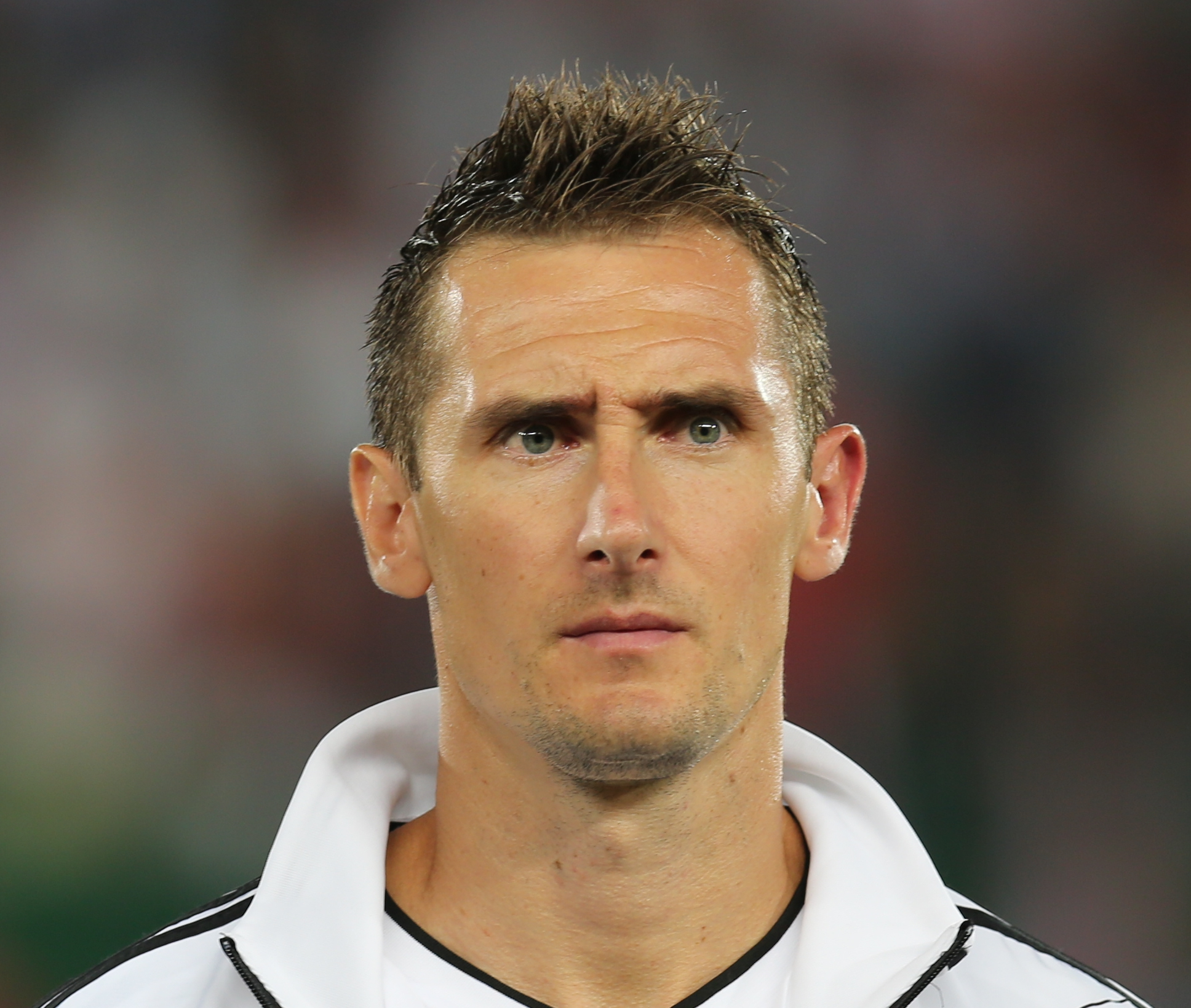
미로슬라프 클로제는 독일 국가대표팀 역대 최다 득점자로 71골을 기록하였으며, 2014년 FIFA 월드컵 준결승전 이후 역대 월드컵 최다 득점자로 이름을 올리기도 하였다.

| #  | 이름                | 활동 기간 | 골 | 경기 | 경기당 평균 골 |
| -- | ------------------- | --------- | -- | ---- | -------------- |
| 1  | 미로슬라프 클로제   | 2001–2014 | 71 | 137  | 0.52           |
| 2  | 게르트 뮐러         | 1966–1974 | 68 | 62   | 1.13           |
| 3  | 루카스 포돌스키     | 2004–2017 | 49 | 130  | 0.38           |
| 4  | 루디 푈러           | 1982–1994 | 47 | 90   | 0.52           |
| 4  | 위르겐 클린스만     | 1987–1998 | 47 | 108  | 0.44           |
| 6  | 카를하인츠 루메니게 | 1976–1986 | 45 | 95   | 0.47           |
| 6  | 토마스 뮐러         | 2010–2024 | 45 | 131  | 0.34           |
| 8  | 우베 젤러           | 1954-1970 | 43 | 72   | 0.6            |
| 9  | 미하엘 발라크       | 1999–2010 | 42 | 98   | 0.43           |
| 10 | 올리버 비어호프     | 1996–2002 | 37 | 70   | 0.53           |

#### 역대 주장
다음 목록은 독일의 1934년 첫 월드컵 출전 당시부터 2020년까지의 주장 명단이다.
참고: 다음 명단의 "경기"는 총 출전 횟수가 아닌 주장으로 출전한 횟수를 나타낸다. 동독대표 출전 기록은 누락되어 있다. 활동 기간은 정주장이 아니었던 기간도 포함되어 있다.
| 선수                    | 활동 기간 | 경기 | 비고      |
| ----------------------- | --------- | ---- | --------- |
| 프리츠 체판             | 1934–1939 | 30   |           |
| 파울 야네스             | 1939–1942 | 31   |           |
| 프리츠 발터             | 1951–1956 | 30   | 명예 주장 |
| 한스 셰퍼               | 1957–1962 | 16   |           |
| 헬무트 란               | 1957–1959 | 8    |           |
| 헤어베어트 에어하트     | 1959–1962 | 18   |           |
| 우베 젤러               | 1961–1970 | 40   | 명예 주장 |
| 볼프강 오베라트         | 1968–1971 | 14   |           |
| 프란츠 베켄바워         | 1971–1977 | 50   | 명예 주장 |
| 베르티 포크츠           | 1977–1978 | 20   |           |
| 베어나어트 디츠         | 1978–1981 | 19   |           |
| 카를하인츠 루메니게     | 1981–1986 | 50   |           |
| 하랄트 슈마허           | 1984–1986 | 11   |           |
| 클라우스 알로프스       | 1986–1987 | 7    |           |
| 로타어 마테우스         | 1987–1999 | 73   | 명예 주장 |
| 위르겐 클린스만         | 1995–1998 | 36   |           |
| 올리버 비어호프         | 1998–2001 | 22   |           |
| 올리버 칸               | 2000–2006 | 48   |           |
| 미하엘 발라크           | 2004–2010 | 54   |           |
| 필리프 람               | 2009–2014 | 41   |           |
| 바스티안 슈바인슈타이거 | 2015-2016 | 120  |           |
| 마누엘 노이어           | 2016-     | 71   |           |

#### 토너먼트 기록
- 최다 월드컵 토너먼트 참가: 로타어 마테우스 – 5대회 (멕시코의 안토니오 카르바할과 역대기록 동률]])[38]
- 최다 월드컵 경기 출전: 로타어 마테우스 – 25경기 (역대기록)[38][139][140]
- 최다 월드컵 득점: 미로슬라프 클로제 – 16골[38][39][40][41]
- 최다 유럽 축구 선수권 대회 경기 출전: 필리프 람 – 14경기[141]
- 최다 유럽 축구 선수권 대회 득점: 위르겐 클린스만 – 5골[142]

## 국제대회 기록
독일은 월드컵을 네 차례 우승하였으며, 이는 브라질 (5회)에 이어 이탈리아 (4회)와 함께 가장 많은 횟수이다. 같은 대회에서 준우승은 4회 기록하였다. 역대 준결승전 진출 횟수는 독일이 13회로 가장 자주 진출하였고, 매 대회에 개근한 브라질의 11회 진출보다 2회 더 많다. 최근 15번의 월드컵 본선에서, 독일은 최소한 8강 진출에 성공하였다. 독일은 또한 예선전에 참여했던 17회의 월드컵에서 모두 본선 진출에 성공하였다. 우루과이에서 열린 초대 월드컵인 1930년 FIFA 월드컵은 재정적 문제로 인해 참가하지 못하였고, 세계대전 이후 처음으로 열린 1950년 FIFA 월드컵에서는 DFB가 이 대회 두달후에 FIFA 정회원으로 복귀하였기 때문에 참가하지 못하였다.
독일은 UEFA 유럽 축구 선수권 대회를 세차례 우승하였고, (독일 외에 스페인과 프랑스만이 2회이상 우승을 경험하였고, 이들은 각각 3회, 2회의 우승을 경험하였다.) 준우승도 세번 하였다. 독일은 UEFA 유로 1968을 제외하고 예선전에 참여했던 12회의 유럽 축구 선수권 대회의 본선에 모두 진출하였다. 유로 1968 예선전에서 서독은 네팀으로 이루어진 나머지 조와 다르게 세팀으로 이루어진 유일한 조에 속했었다. 탈락에 큰 영향을 끼친 경기는 알바니아와의 0-0 무승부로, 알바니아에 이미 승리를 거두었던 유고슬라비아에게 본선 진출권을 헌납하였다.
독일은 1999년 (1라운드 탈락) 과 2005년 (개최국, 3위) 에 컨페더레이션스컵에 두 차례 출전하였다.
다른 독일에 존재했던 팀들의 기록을 확인하려면 동독과 자를란트의 페이지를 참고하고, 독일에 합병되었던 오스트리아도 해당 페이지를 통해 참고한다.
반면 UEFA 네이션스 리그에서는 독보적으로 저조하며, FIFA 월드컵 우승팀 자격으로 리그 A에 배치되었지만, 매 네이션스 리그마다 강등만 겨우 모면하는 수준으로 졸전을 거듭했다. 특히 2020~2021년 네이션스 리그에서는 스페인에게 0-6이라는 대참패를 당하는 바람에 요아힘 뢰프가 감독에서 경질 당하는 근본적인 원인을 제공했으며 결국 UEFA 유로 2020을 끝으로 요아힘 뢰프는 감독 직에서 물러났다. 2022~2023년 네이션스 리그에서도 잉글랜드와 둘이서 강등을 놓고 겨루는 지경까지 갔다. 다만 잉글랜드가 헝가리에게 말도 안 되는 0-4라는 점수로 대패를 당해 잉글랜드가 독일 대신 강등당했다.

### FIFA 월드컵
1950년부터 1990년 대회까지는 서독의 기록이다.
| 1930년 | 불참                        | 불참                        | 불참                        | 불참                        | 불참                        | 불참                        | 불참                        | 불참                        | 불참                        | 불참                                     | 불참                                     | 불참                                     | 불참                                     | 불참                                     | 불참                                     | 불참                                     |           |           |
| 1934년 | 준결승                      | 3위                         | 4                           | 3                           | 0                           | 1                           | 11                          | 8                           | 9                           | 1                                        | 1                                        | 0                                        | 0                                        | 9                                        | 1                                        | 3                                        |           |           |
| 1938년 | 1라운드                     | 10위                        | 2                           | 0                           | 1                           | 1                           | 3                           | 5                           | 1                           | 3                                        | 3                                        | 0                                        | 0                                        | 11                                       | 1                                        | 9                                        |           |           |
| 1950년 | 출전 금지                   | 출전 금지                   | 출전 금지                   | 출전 금지                   | 출전 금지                   | 출전 금지                   | 출전 금지                   | 출전 금지                   | 출전 금지                   | 자격 박탈                                | 자격 박탈                                | 자격 박탈                                | 자격 박탈                                | 자격 박탈                                | 자격 박탈                                | 자격 박탈                                | 자격 박탈 | 자격 박탈 |
| 1954년 | 우승                        | 1위                         | 6                           | 5                           | 0                           | 1                           | 25                          | 14                          | 15                          | 4                                        | 3                                        | 1                                        | 0                                        | 12                                       | 3                                        | 10                                       |           |           |
| 1958년 | 준결승                      | 4위                         | 6                           | 2                           | 2                           | 2                           | 12                          | 14                          | 8                           | 자동참가(전 대회 우승국)                 | 자동참가(전 대회 우승국)                 | 자동참가(전 대회 우승국)                 | 자동참가(전 대회 우승국)                 | 자동참가(전 대회 우승국)                 | 자동참가(전 대회 우승국)                 | 자동참가(전 대회 우승국)                 |           |           |
| 1962년 | 8강                         | 7위                         | 4                           | 2                           | 1                           | 1                           | 4                           | 2                           | 7                           | 4                                        | 4                                        | 0                                        | 0                                        | 11                                       | 5                                        | 12                                       |           |           |
| 1966년 | 준우승                      | 2위                         | 6                           | 4                           | 1                           | 1                           | 15                          | 6                           | 13                          | 4                                        | 3                                        | 1                                        | 0                                        | 14                                       | 2                                        | 10                                       |           |           |
| 1970년 | 준결승                      | 3위                         | 6                           | 5                           | 0                           | 1                           | 17                          | 10                          | 15                          | 6                                        | 5                                        | 1                                        | 0                                        | 20                                       | 3                                        | 16                                       |           |           |
| 1974년 | 우승                        | 1위                         | 7                           | 6                           | 0                           | 1                           | 13                          | 4                           | 18                          | 자동참가(개최국)                         | 자동참가(개최국)                         | 자동참가(개최국)                         | 자동참가(개최국)                         | 자동참가(개최국)                         | 자동참가(개최국)                         | 자동참가(개최국)                         |           |           |
| 1978년 | 8강                         | 6위                         | 6                           | 1                           | 4                           | 1                           | 10                          | 5                           | 7                           | 자동참가(전 대회 우승국)                 | 자동참가(전 대회 우승국)                 | 자동참가(전 대회 우승국)                 | 자동참가(전 대회 우승국)                 | 자동참가(전 대회 우승국)                 | 자동참가(전 대회 우승국)                 | 자동참가(전 대회 우승국)                 |           |           |
| 1982년 | 준우승                      | 2위                         | 7                           | 3                           | 2                           | 2                           | 12                          | 10                          | 11                          | 8                                        | 8                                        | 0                                        | 0                                        | 33                                       | 3                                        | 24                                       |           |           |
| 1986년 | 준우승                      | 2위                         | 7                           | 3                           | 2                           | 2                           | 8                           | 7                           | 11                          | 8                                        | 5                                        | 2                                        | 1                                        | 22                                       | 9                                        | 17                                       |           |           |
| 1990년 | 우승                        | 1위                         | 7                           | 5                           | 2                           | 0                           | 15                          | 5                           | 17                          | 6                                        | 3                                        | 3                                        | 0                                        | 13                                       | 3                                        | 12                                       |           |           |
| 1994년 | 8강                         | 5위                         | 5                           | 3                           | 1                           | 1                           | 9                           | 7                           | 10                          | 6                                        | 3                                        | 3                                        | 0                                        | 13                                       | 3                                        | 12                                       |           |           |
| 1998년 | 16강                        | 9위                         | 4                           | 2                           | 1                           | 1                           | 7                           | 4                           | 7                           | 10                                       | 6                                        | 4                                        | 0                                        | 23                                       | 9                                        | 22                                       |           |           |
| 2002년 | 준우승                      | 2위                         | 7                           | 5                           | 1                           | 1                           | 14                          | 3                           | 16                          | 10                                       | 6                                        | 3                                        | 1                                        | 19                                       | 12                                       | 21                                       |           |           |
| 2006년 | 준결승                      | 3위                         | 7                           | 5                           | 1                           | 1                           | 14                          | 6                           | 16                          | 자동참가(개최국)                         | 자동참가(개최국)                         | 자동참가(개최국)                         | 자동참가(개최국)                         | 자동참가(개최국)                         | 자동참가(개최국)                         | 자동참가(개최국)                         |           |           |
| 2010년 | 준결승                      | 3위                         | 7                           | 5                           | 0                           | 2                           | 16                          | 7                           | 15                          | 10                                       | 8                                        | 2                                        | 0                                        | 26                                       | 5                                        | 26                                       |           |           |
| 2014년 | 우승                        | 1위                         | 7                           | 6                           | 1                           | 0                           | 18                          | 4                           | 19                          | 10                                       | 9                                        | 1                                        | 0                                        | 36                                       | 10                                       | 28                                       |           |           |
| 2018년 | 조별리그                    | 22위                        | 3                           | 1                           | 0                           | 2                           | 2                           | 4                           | 3                           | 10                                       | 10                                       | 0                                        | 0                                        | 43                                       | 4                                        | 30                                       |           |           |
| 2022년 | 조별리그                    | 17위                        | 3                           | 1                           | 1                           | 1                           | 6                           | 5                           | 4                           | 10                                       | 9                                        | 0                                        | 1                                        | 36                                       | 4                                        | 27                                       |           |           |
| 합계   | 20회 진출(20/22)            | 우승(4회)                   | 111                         | 68                          | 21                          | 23                          | 232                         | 132                         | 225                         | 94                                       | 74                                       | 18                                       | 2                                        | 292                                      | 70                                       | 240                                      |           |           |
| 순위   | FIFA 월드컵 역대 순위 : 2위 | FIFA 월드컵 역대 순위 : 2위 | FIFA 월드컵 역대 순위 : 2위 | FIFA 월드컵 역대 순위 : 2위 | FIFA 월드컵 역대 순위 : 2위 | FIFA 월드컵 역대 순위 : 2위 | FIFA 월드컵 역대 순위 : 2위 | FIFA 월드컵 역대 순위 : 2위 | FIFA 월드컵 역대 순위 : 2위 | 월드컵 예선 승점 순위 : 20위 (유럽 11위) | 월드컵 예선 승점 순위 : 20위 (유럽 11위) | 월드컵 예선 승점 순위 : 20위 (유럽 11위) | 월드컵 예선 승점 순위 : 20위 (유럽 11위) | 월드컵 예선 승점 순위 : 20위 (유럽 11위) | 월드컵 예선 승점 순위 : 20위 (유럽 11위) | 월드컵 예선 승점 순위 : 20위 (유럽 11위) |           |           |

* 무승부 횟수는 승부차기로 승리한 녹아웃 토너먼트 경기도 포함된다.
** 금색은 우승한 대회를 나타낸다.
*** 적색 테두리는 개최한 대회를 나타낸다.

### UEFA 유럽 축구 선수권 대회
| 1960년 | 불참                                      | 불참                                      | 불참                                      | 불참                                      | 불참                                      | 불참                                      | 불참                                      | 불참                                      | 불참                                      | 불참                     | 불참                     | 불참                     | 불참                     | 불참                     | 불참                     | 불참                     |                          |                          |
| 1964년 | 불참                                      | 불참                                      | 불참                                      | 불참                                      | 불참                                      | 불참                                      | 불참                                      | 불참                                      | 불참                                      | 불참                     | 불참                     | 불참                     | 불참                     | 불참                     | 불참                     | 불참                     |                          |                          |
| 1968년 | 예선 탈락                                 | 예선 탈락                                 | 예선 탈락                                 | 예선 탈락                                 | 예선 탈락                                 | 예선 탈락                                 | 예선 탈락                                 | 예선 탈락                                 | 예선 탈락                                 | 4                        | 2                        | 1                        | 1                        | 9                        | 2                        | 7                        |                          |                          |
| 1972년 | 우승                                      | 1위                                       | 2                                         | 2                                         | 0                                         | 0                                         | 5                                         | 1                                         | 6                                         | 8                        | 5                        | 3                        | 0                        | 13                       | 3                        | 18                       |                          |                          |
| 1976년 | 준우승                                    | 2위                                       | 2                                         | 1                                         | 1                                         | 0                                         | 6                                         | 4                                         | 4                                         | 8                        | 4                        | 4                        | 0                        | 17                       | 5                        | 16                       |                          |                          |
| 1980년 | 우승                                      | 1위                                       | 4                                         | 3                                         | 1                                         | 0                                         | 6                                         | 3                                         | 10                                        | 6                        | 4                        | 2                        | 0                        | 17                       | 1                        | 14                       |                          |                          |
| 1984년 | 조별리그                                  | 5위                                       | 3                                         | 1                                         | 1                                         | 1                                         | 2                                         | 2                                         | 4                                         | 8                        | 5                        | 1                        | 2                        | 15                       | 5                        | 16                       |                          |                          |
| 1988년 | 준결승                                    | 3위                                       | 4                                         | 2                                         | 1                                         | 1                                         | 6                                         | 3                                         | 7                                         | 자동 참가(개최국)        | 자동 참가(개최국)        | 자동 참가(개최국)        | 자동 참가(개최국)        | 자동 참가(개최국)        | 자동 참가(개최국)        | 자동 참가(개최국)        |                          |                          |
| 1992년 | 준우승                                    | 2위                                       | 5                                         | 2                                         | 1                                         | 2                                         | 7                                         | 8                                         | 7                                         | 6                        | 5                        | 0                        | 1                        | 13                       | 4                        | 15                       |                          |                          |
| 1996년 | 우승                                      | 1위                                       | 6                                         | 4                                         | 2                                         | 0                                         | 10                                        | 3                                         | 14                                        | 10                       | 8                        | 1                        | 1                        | 27                       | 10                       | 25                       |                          |                          |
| 2000년 | 조별리그                                  | 14위                                      | 3                                         | 0                                         | 1                                         | 2                                         | 1                                         | 5                                         | 1                                         | 8                        | 6                        | 1                        | 1                        | 20                       | 4                        | 19                       |                          |                          |
| 2004년 | 조별리그                                  | 12위                                      | 3                                         | 0                                         | 2                                         | 1                                         | 2                                         | 3                                         | 2                                         | 8                        | 5                        | 3                        | 0                        | 13                       | 4                        | 18                       |                          |                          |
| 2008년 | 준우승                                    | 2위                                       | 6                                         | 4                                         | 0                                         | 2                                         | 10                                        | 9                                         | 12                                        | 12                       | 8                        | 3                        | 1                        | 35                       | 7                        | 27                       |                          |                          |
| 2012년 | 준결승                                    | 3위                                       | 5                                         | 4                                         | 0                                         | 1                                         | 10                                        | 6                                         | 12                                        | 10                       | 10                       | 0                        | 0                        | 34                       | 7                        | 30                       |                          |                          |
| 2016년 | 준결승                                    | 4위                                       | 6                                         | 3                                         | 2                                         | 1                                         | 7                                         | 3                                         | 11                                        | 10                       | 7                        | 1                        | 2                        | 24                       | 9                        | 22                       |                          |                          |
| 2020년 | 16강                                      | 15위                                      | 4                                         | 1                                         | 1                                         | 2                                         | 6                                         | 7                                         | 4                                         | 8                        | 7                        | 0                        | 1                        | 30                       | 7                        | 21                       |                          |                          |
| 2024년 | 8강                                       | 5위                                       | 5                                         | 3                                         | 1                                         | 1                                         | 11                                        | 4                                         | 10                                        | 자동 참가(개최국)        | 자동 참가(개최국)        | 자동 참가(개최국)        | 자동 참가(개최국)        | 자동 참가(개최국)        | 자동 참가(개최국)        | 자동 참가(개최국)        |                          |                          |
| 합계   | 14회 진출(14/17)                          | 우승(3회)                                 | 58                                        | 32                                        | 14                                        | 14                                        | 96                                        | 59                                        | 104                                       | 106                      | 76                       | 20                       | 10                       | 267                      | 68                       | 248                      |                          |                          |
| 순위   | UEFA 유럽 축구 선수권 대회 역대 순위: 1위 | UEFA 유럽 축구 선수권 대회 역대 순위: 1위 | UEFA 유럽 축구 선수권 대회 역대 순위: 1위 | UEFA 유럽 축구 선수권 대회 역대 순위: 1위 | UEFA 유럽 축구 선수권 대회 역대 순위: 1위 | UEFA 유럽 축구 선수권 대회 역대 순위: 1위 | UEFA 유럽 축구 선수권 대회 역대 순위: 1위 | UEFA 유럽 축구 선수권 대회 역대 순위: 1위 | UEFA 유럽 축구 선수권 대회 역대 순위: 1위 | 유로 예선 승점 순위: 5위 | 유로 예선 승점 순위: 5위 | 유로 예선 승점 순위: 5위 | 유로 예선 승점 순위: 5위 | 유로 예선 승점 순위: 5위 | 유로 예선 승점 순위: 5위 | 유로 예선 승점 순위: 5위 | 유로 예선 승점 순위: 5위 | 유로 예선 승점 순위: 5위 |

* 무승부 횟수는 승부차기로 승리한 녹아웃 토너먼트 경기도 포함된다.
** 금색은 우승한 대회를 나타낸다.
*** 적색 테두리는 개최한 대회를 나타낸다.

### FIFA 컨페더레이션스컵
| FIFA 컨페더레이션스컵 기록 | FIFA 컨페더레이션스컵 기록           | FIFA 컨페더레이션스컵 기록           | FIFA 컨페더레이션스컵 기록           | FIFA 컨페더레이션스컵 기록           | FIFA 컨페더레이션스컵 기록           | FIFA 컨페더레이션스컵 기록           | FIFA 컨페더레이션스컵 기록           | FIFA 컨페더레이션스컵 기록           | FIFA 컨페더레이션스컵 기록           |
| 년도                       | 결과                                 | 순위                                 | 경기                                 | 승                                   | 무*                                  | 패                                   | 득점                                 | 실점                                 | 승점                                 |
| -------------------------- | ------------------------------------ | ------------------------------------ | ------------------------------------ | ------------------------------------ | ------------------------------------ | ------------------------------------ | ------------------------------------ | ------------------------------------ | ------------------------------------ |
| 1992년                     | 불참                                 | 불참                                 | 불참                                 | 불참                                 | 불참                                 | 불참                                 | 불참                                 | 불참                                 | 불참                                 |
| 1995년                     | 진출 실패                            | 진출 실패                            | 진출 실패                            | 진출 실패                            | 진출 실패                            | 진출 실패                            | 진출 실패                            | 진출 실패                            | 진출 실패                            |
| 1997년                     | 불참                                 | 불참                                 | 불참                                 | 불참                                 | 불참                                 | 불참                                 | 불참                                 | 불참                                 | 불참                                 |
| 1999년                     | 조별리그                             | 5위                                  | 3                                    | 1                                    | 0                                    | 2                                    | 2                                    | 6                                    | 3                                    |
| 2001년                     | 진출 실패                            | 진출 실패                            | 진출 실패                            | 진출 실패                            | 진출 실패                            | 진출 실패                            | 진출 실패                            | 진출 실패                            | 진출 실패                            |
| 2003년                     | 불참                                 | 불참                                 | 불참                                 | 불참                                 | 불참                                 | 불참                                 | 불참                                 | 불참                                 | 불참                                 |
| 2005년                     | 준결승                               | 3위                                  | 5                                    | 3                                    | 1                                    | 1                                    | 15                                   | 11                                   | 10                                   |
| 2009년                     | 진출 실패                            | 진출 실패                            | 진출 실패                            | 진출 실패                            | 진출 실패                            | 진출 실패                            | 진출 실패                            | 진출 실패                            | 진출 실패                            |
| 2013년                     | 진출 실패                            | 진출 실패                            | 진출 실패                            | 진출 실패                            | 진출 실패                            | 진출 실패                            | 진출 실패                            | 진출 실패                            | 진출 실패                            |
| 2017년                     | 우승                                 | 1위                                  | 5                                    | 4                                    | 1                                    | 0                                    | 12                                   | 5                                    | 13                                   |
| 합계                       | 3회 진출(3/10)                       | 우승(1회)                            | 13                                   | 8                                    | 2                                    | 3                                    | 29                                   | 22                                   | 26                                   |
| 순위                       | FIFA 컨페더레이션스컵 역대 순위: 5위 | FIFA 컨페더레이션스컵 역대 순위: 5위 | FIFA 컨페더레이션스컵 역대 순위: 5위 | FIFA 컨페더레이션스컵 역대 순위: 5위 | FIFA 컨페더레이션스컵 역대 순위: 5위 | FIFA 컨페더레이션스컵 역대 순위: 5위 | FIFA 컨페더레이션스컵 역대 순위: 5위 | FIFA 컨페더레이션스컵 역대 순위: 5위 | FIFA 컨페더레이션스컵 역대 순위: 5위 |

* 무승부 횟수는 승부차기로 승리한 녹아웃 토너먼트 경기도 포함된다.
** 금색은 우승한 대회를 나타낸다.
*** 적색 테두리는 개최한 대회를 나타낸다.
참고: 1950년에서 1990년 사이의 모든 대회는 서독이라는 국명으로 출전했다.

### UEFA 네이션스리그

#### 2018-19 리그 A
프랑스와 네덜란드 상대로 각각 1무 1패를 당해 조 꼴찌로 강등이 확정되었다. 그러나 규정이 변경되어 리그 A 를 늘리고 리그 D를 줄이게 되자 강등이 면제되었다.

#### 2020-21 리그 A
스페인, 우크라이나, 스위스와 같은 조가 되었다. 이긴 팀이라고는 우크라이나 하나뿐이 없었으며 스위스와는 홈 원정 모두 비기고 스페인 원정에서 0-6 대패를 당하는 치욕을 겪었다. 스페인에게 대패를 당한 일로 인해 요아힘 뢰프 감독은 재계약에 실패했으며 유로 2020에서 탈락하는 대로 감독을 그만두기로 확정했다.

#### 2022-23 리그 A
감독이 한지 플리크로 바뀐 이후의 네이션스 리그이다. 독일은 이탈리아, 잉글랜드, 헝가리와 같은 조가 되었으나 어처구니 없게도 헝가리에게 패하고 말았다. 이 때문에 강등 위기에 몰렸으나 헝가리에게 더블을 당하고 승리가 없는 잉글랜드가 대신 강등당한 덕분에 구사일생으로 강등을 모면했다. 독일은 이탈리아에게 1승, 헝가리에게 1패를 거두고 나머지는 전부 비겼다. 이렇게 아직까지 독일은 네이션스 리그에서 대단히 시원치 않다.

## 같이 보기
- 독일 올림픽 축구 국가대표팀
- 독일 U-21 축구 국가대표팀
- 독일 청소년 축구 국가대표팀 (U-15, U-16, U-17, U-18, U-19, U-20, U-21, 그리고 U-23 대표팀을 포함한다.)
- 독일 여자 축구 국가대표팀
- 독일 축구 연맹
- 카잔의 기적